# CAリーベル・プレート
クルブ・アトレティコ・リーベル・プレート（スペイン語: Club Atlético River Plate）は、アルゼンチンの首都ブエノスアイレスの北端ヌニェス地区を本拠地とするスポーツクラブである。ホームスタジアムは隣のベルグラーノ地区にあるエスタディオ・マス・モヌメンタル。略称はリーベル。日本では英語読みのリバー・プレートという名称が用いられることも多い。

## 概要
白地に左肩から右下へ伸びる赤いタスキ模様のホームゲーム用ユニフォームが特徴。通称である「リーベル」は、ラプラタ川の英語表記であるRiver Plateのリオプラテンセ・スペイン語発音[ˈriβeɾ pleit, ˈriveɾ-]が由来である。
選手育成を重視しており、多数の有名選手を輩出している。また、1930年代に高額な移籍金で選手を獲得していたことから、ロス・ミジョナリオス（億万長者）の異名を持つ。
プロサッカー部門は、同クラブの各部門の中でも最も際立った存在であり、現在アルゼンチンプロサッカーリーグに所属している。アルゼンチン国内における5大クラブ (los cinco grandes) のひとつに数えられており、これまでの同リーグでの優勝回数36回を有する。また国際タイトルは合計18獲得しており、その中には4度のコパ・リベルタドーレス優勝と1度のインターコンチネンタルカップが含まれる。またアマチュアであった頃にタイトルを1度獲得している。アルゼンチンで2番目に人気のあるフットボール・チームであり、国際サッカー歴史統計連盟により、2000年度以降4度、月間世界最高サッカークラブに選出された経験も持つ。
ホームゲームは65,000人を超えるキャパシティを持つエル・モヌメンタルで開催されている。同じリーグに所属するボカ・ジュニアーズとの対戦は、「スーペルクラシコ」と称され、イギリスの新聞オブザーバーにて、「死ぬ前に1度は見ておかなければならない50のスポーツイベント」のひとつだとされている。一方同じくイギリスの新聞ザ・サンにて、記者のアンドルー・ハイは「世界のスポーツで最も壮大なイベントのひとつ」だと評している。またCAインデペンディエンテ、ラシン・クラブ、CAサン・ロレンソ・デ・アルマグロとも古くからライバル関係にある。
アルゼンチンのサッカーリーグがプロリーグ化した1931年から1部リーグの座を守り続けていた。2011年に初の2部降格を経験したが、2012年に1部復帰した。

## 歴史

### 創設期、アマチュア・リーグ時代

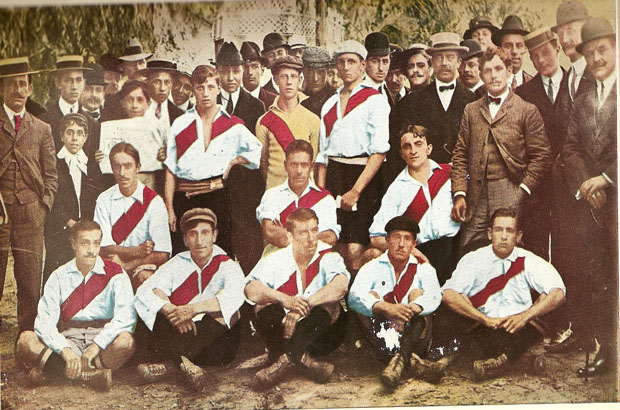
1908年アマチュア1部に昇格を決めたリーベル・プレート

1901年3月25日、ブエノスアイレスのラ・ボカ (La Boca) 地区にサンタ・ロサ (Santa Rosa) とラ・ロサレス (La Rosales) の2クラブが合併する形で創設された。そして複数の候補の中から現在のリーベル・プレートという名称に決定された。この名称が決定した経緯は、創設メンバーの1人ペドロ・マルティネスがボカの港を訪れた事がきっかけである。マルティネスがボカの港を訪れた際、そこで港湾労働者が積み荷用の大きな木箱を脇に置いたままにして、仕事の自由時間にサッカーをして遊んでいた。そしてその木箱の側面に“THE RIVER PLATE”という文字が印刷されているのを見た。そして、マルティスはこの文字に関心を持ち、面白いと魅力を感じたのでその言葉を仲間にチーム名として提案したところ、受け入れた。RIVERの部分をスペイン語風の読み方で「リーベル」と呼び、PLATEの部分は英語読みで「プレート」と呼び、スペイン語と英語の呼び方がミックスされている名称となった。
1905年、リーベルはアマチュア3部リーグに登録して本格的にリーグ参戦した。そして4年後に1部昇格を果たした。1909年シーズンからは1部リーグに参加して8月24日にボカ・ジュニアーズと初対戦した。この試合は後にスーペルクラシコとまで呼ばれるライバル関係の幕開けの試合となった。この試合リーベルが2対1で勝利した。この時代、リーベルもボカも両チーム共、本拠地はボカ地区であった。
そして1920年シーズンにようやく初優勝を果たした。現在、名門クラブとされるリーベルであるが、アマチュア時代のリーグ優勝はこの1度のみであった。1923年、リーベル・プレートはボカ地区のスタジアムからブエノスアイレス北東のレコレタ地区へと本拠地を移転し、クラブが生まれたボカ地区を離れることを決めた。アマチュア時代の優勝は1度のみであったが、リーベルは成績上位の常連チームで、プロ化移行前の1920年代後半にはアルゼンチン・フットボール界の主役の1つと目される人気チームとなっていた。

### 1930年代 - プロ・リーグ時代: "ロス・ミジョナリオス"

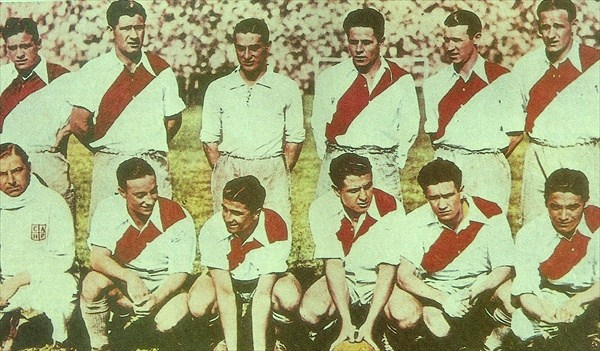
1932年プロ化以降で初優勝を遂げたリーベル・プレート。“ロス・ミジョナリオス”。後列右から3人目フェレイラ、前列右から2人目ペウチェレ

1931年にアルゼンチンでプロ・リーグが誕生した。そして、リーベル・プレートは1931年にカルロス・ペウチェレを10000ペソで獲得した。そして更に、翌1932年にはベルナベ・フェレイラを35000ペソ（当時23000ポンド）で獲得した。このベルナベ・フェレイラ獲得に要した移籍金は当時としては巨額の移籍金で世界の移籍金の史上最高金額を更新した移籍であった。この2つの移籍をきっかけとしてリーベル・プレートはLos Millonarios（ロス・ミジョナリオス : 大富豪）というニック・ネームで呼ばれるようになった。フェレイラの移籍は南米のクラブがサッカーの歴史上で唯一、世界の移籍金の史上最高金額を更新した移籍であり、またこの移籍金額はその後、世界で20年間も破られることがなかった。そして、リーベルは1932年シーズン、そのベルナベ・フェレイラが43得点を挙げる大活躍をして得点王となり、プロ化以降初優勝、アマチュア時代を含めるとクラブとして2度目の優勝を果たした。そして、1935年には下部組織からホセ・マヌエル・モレノとアドルフォ・ペデルネラがデビューして、1936年、1937年に優勝してリーグ連覇を果たした。1938年にクラブはレコレタ地区にスタジアムを保有していたが、手狭となったため本拠地を現在のブエノスアイレス北部のベルグラーノ地区へ移転した。1938年5月25日には新スタジアム、エスタディオ・モヌメンタルがこけら落としとなり、CAペニャロールとの記念試合が行われた。1939年には後に、クラブの史上最多得点記録を樹立するアンヘル・ラブルナがデビューした。そしてこの年、ベルナベ・フェレイラはリーベルで185試合で187得点という1試合1得点の平均を上回る好成績を残して、引退した。

### 1940年代 - ラ・マキナ

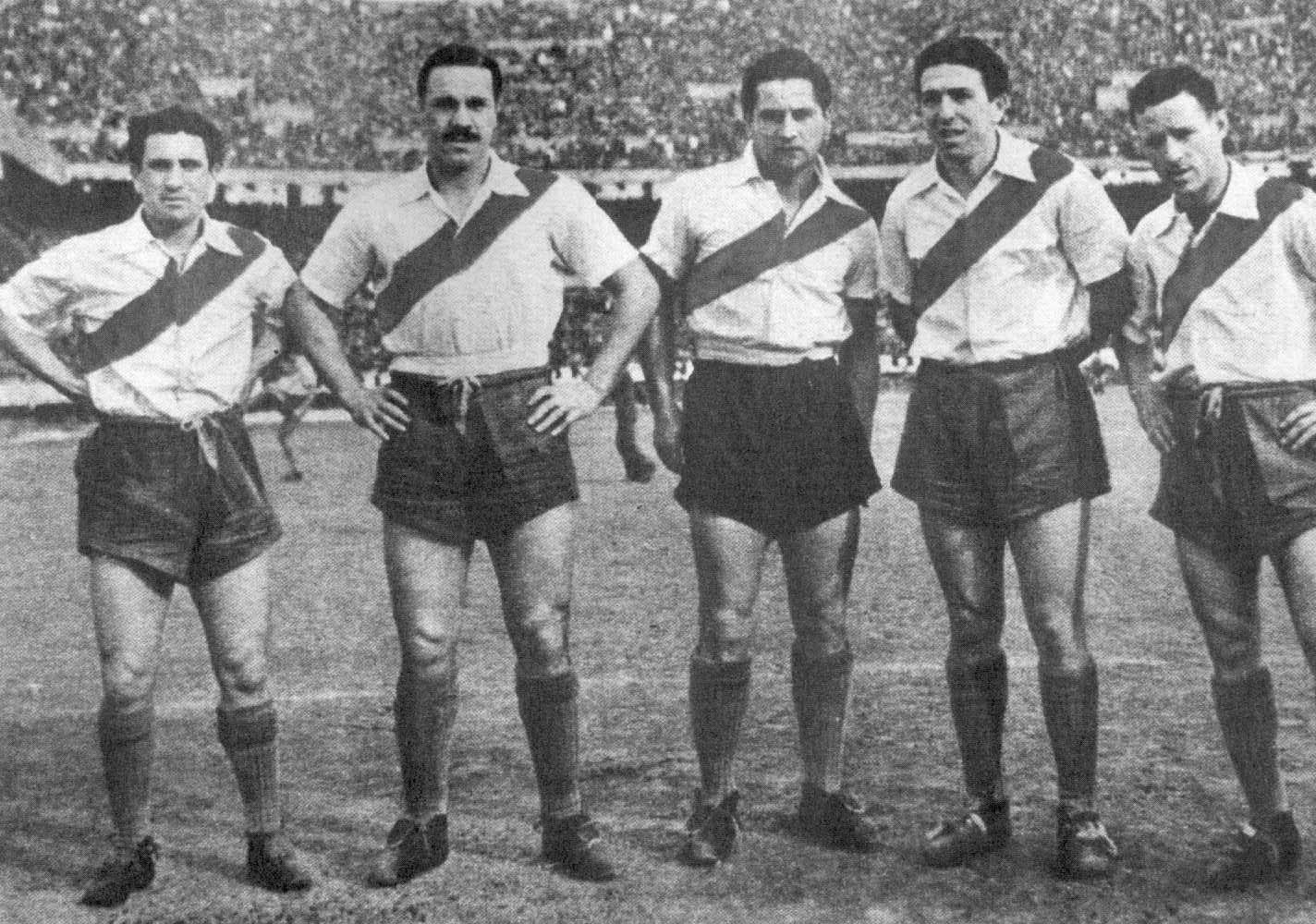
La Máquina (ラ・マキナ) (1941年)
左からムニョス、モレノ、ペデルネラ、ラブルナ、ロウスタウ

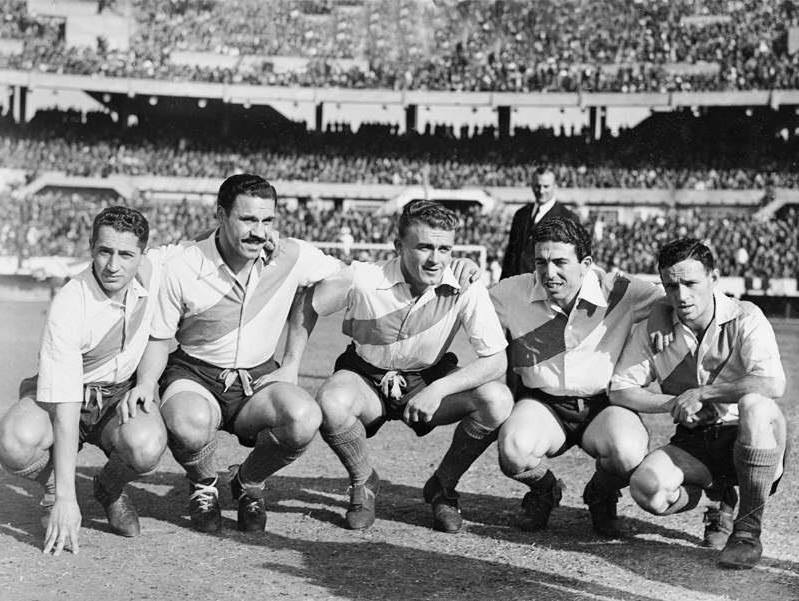
La Máquina (1947年)
左からレジェス、モレノ、ディ・ステファノ、ラブルナ、ロウスタウ

1940年代は、レナト・セサリーニが監督に就任し、アンヘル・ラブルナ、ホセ・マヌエル・モレノ、アドルフォ・ペデルネラ、フェリックス・ロウスタウ、フアン・カルロス・ムニョス等、名手が素晴らしいフットボールを魅せた。器用な5人の攻撃陣が完璧な連係を見せて、互いにポジションを変えて途切れなく動き回る様子が優れたマシーンを彷彿とさせるその様子からLa Maquina（ラ・マキナ : 機械、マシーン）と称賛されるチームを構成した。この愛称はエル・グラフィコ紙の"Borocoto"というペンネームだった記者リカルド・ロレンソが1942年6月12日のCAチャカリタ・ジュニアーズ戦に6-2で勝利したリーベルの攻撃陣を見て、「まるでマシーンのようだ」と表現したことで広まって行った。このチームはアルゼンチン・リーグ史上最強の攻撃陣を擁したチームと言われ、アルゼンチン・フットボールの歴史において伝説のチームと讃えられている。ラ・マキナを擁したチームは、1941年、1942年とリーグ連覇を果たした。そして、1945シーズンはラ・マキナに下部組織から後に世界的スーパー・スターとなるアルフレッド・ディ・ステファノがプロ・デビューして加わり、他にクラブ最多試合出場記録を作るゴール・キーパーのアマデオ・カリーソとボランチのネストル・ロッシというスターもこの年にデビューした。ラ・マキナに彼らの活躍も加わり、リーベルは1945シーズンの優勝を果たした。そして、1947シーズンはこの後13シーズン監督を務めるホセ・ミネジャが就任し、このシーズンはディ・ステファノが27得点を挙げて得点王となる活躍を見せリーグ優勝を果たした。
第二次世界大戦が終了した３年後の1948年、アルゼンチンは不況となり給与の未払いなどの問題が各クラブで続出した。そのためアルゼンチン・サッカー選手組合は最低給与の保障などを1部2部のリーグ運営陣に求めたが、結局この様な労働協約を勝ち取ることはできなかった。しかし、この事件が当時国際サッカー連盟 (FIFA) に加盟していなかったコロンビア・リーグのクラブを刺激した。コロンビアのクラブはFIFAに加盟していなかったためにコロンビアのクラブ間では移籍金というものはなく、移籍金に使う分を選手の年俸に当てて他の国のリーグより高い年俸を供給できるようにして海外の優秀な選手を集めるという方針を取っていた。そのため高い年俸をアルゼンチンのスター選手に提示したところ、給料の未払いや遅滞に憤慨していたアルゼンチン・リーグのスター選手たちがコロンビア・リーグへ移籍するという現象が起きた。これによりリーベルからディ・ステファノ、ロッシなどの主力選手が退団することになった。

### 1950年代 - ラ・マキニータ

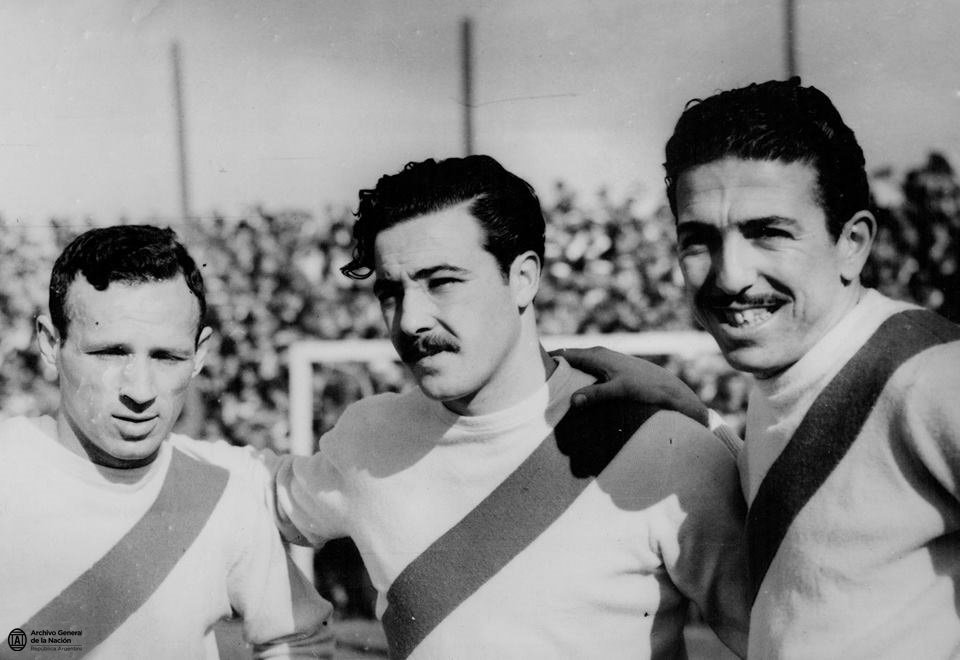
左からロウスタウ、ワルテル・ゴメス、ラブルナ (1952年)

1940年代後半にリーベル・プレートは主力のモレノ、ペデルネラ、ディ・ステファノ、ロッシが移籍したために1948年から4シーズン優勝から遠ざかった。チームの刷新を迫られたリーベルはワルテル・ゴメス、サンチャゴ・ベルナッサ、エリセオ・プラド、ロベルト・サラテ、アルフレッド・ペレスら名手を大量に獲得した。そして新加入の選手が活躍して1952年、1953年とリーグ連覇を達成して復活した。そして、後に欧州でアルゼンチン人で2人目となるバロンドールを受賞したオマール・シボリが下部組織からデビューして、ネストル・ロッシがコロンビアから復帰するとこの2人の活躍もあってリーベルは1955年、1956年、1957年とクラブ史上初の3連覇を果たした。ミネジャ監督は13シーズン指揮して6度の優勝を果たした。1959年にはリーベル史上最大のアイドルのアンヘル・ラブルナが515試合で293得点というクラブ最多得点記録を残して退団した。リーベルは40年代に続き素晴らしいフットボールを魅せ、優勝回数ではラ・マキナの時代を上回る5度の優勝を成し遂げた。1950年代のこのチームはLa Maquinita（ラ・マキニータ : 小さな機械、マシーン）と呼ばれた。しかしその後18年間、リーグタイトルから遠ざかった。

### 1960年代 - 低迷
1960年代は、アマデオ・カリーソ、エルミンド・オネガ、オスカル・マス、ルイス・クビジャ、ロベルト・マトッサスなどの名手を擁していたが、国内リーグでは無冠に終わった。10年間で成績が2位の時が8度あり、優勝まで一歩届かぬ年が続いた。国際舞台でも1966年にコパ・リベルタドーレスで決勝まで進むが、CAペニャロールに敗れ、国内でも国外の大会でも無冠に終わった。

### 1970年代 - 続く低迷、そして復活
1970年に下部組織からノルベルト・アロンソとファン・ホセ・ロペスがデビューした。そしてリーベルは1974年にダニエル・パサレラ、ウバルド・フィジョールの名手を獲得した。これら新しい選手たちがチームの核となって行った。そして、1970年代に入ってからも5年間、更に無冠の状態が続いていたが1975年、アンヘル・ラブルナが監督に就任してようやくメトロポリターノに優勝し長い長い干ばつ期を脱した。この優勝は実に18年ぶりのタイトル獲得だった。この18年ぶりに優勝を決めたシーズンの最終節のホーム・ゲームは10万人の観客を動員し、これはクラブ史上最多の観客動員で未だに破られていない。そして続く同年のナシオナルにも優勝して、この年は2冠を達成した。この時代のチームには司令塔ノルベルト・アロンソ、フアン・ホセ・ロペス、ダニエル・パサレラ、ウバルド・フィジョールの他にレイナルド・メルロ、レオポルド・ルケ、オスカル・マス、ロベルト・ペルフーモ、カルロス・モレテ、アレハンドロ・サベーラらがいた。その後、リーベルは1977年シーズンのメトロポリターノに優勝した。そして、リーベルは1979年にはメトロポリターノとナシオナルに優勝し、再び2期連続優勝を果たして2冠を達成した。しかし国際舞台では1976年にコパ・リベルタドーレスで決勝まで進んだがクルゼイロECに敗れ、1978年は準決勝ラウンドまで進んだがボカ・ジュニアーズに敗れた。それでも1970年代の後半は5度の国内リーグでの優勝を果たし、18年間無冠に終止符を打った後に素晴らしい時代を築いた。

### 1980年代 - 初の南米王者、そして世界王者

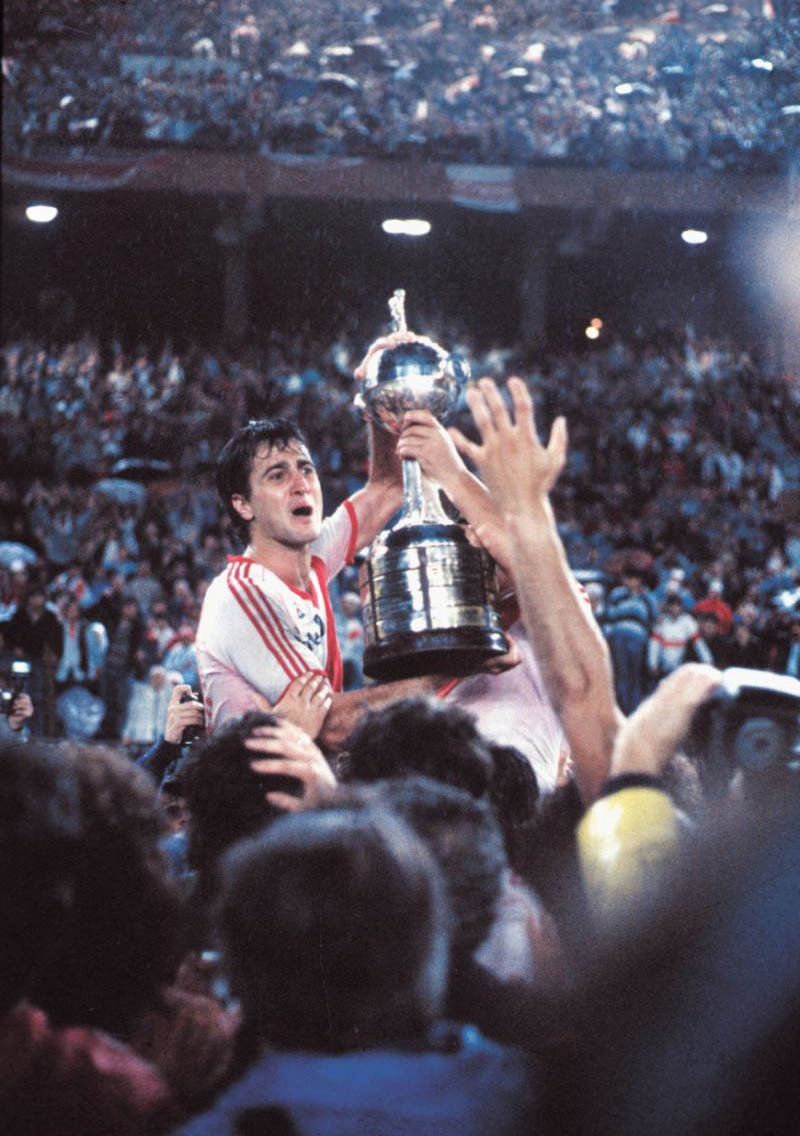
1986年、コパ・リベルタドーレス優勝

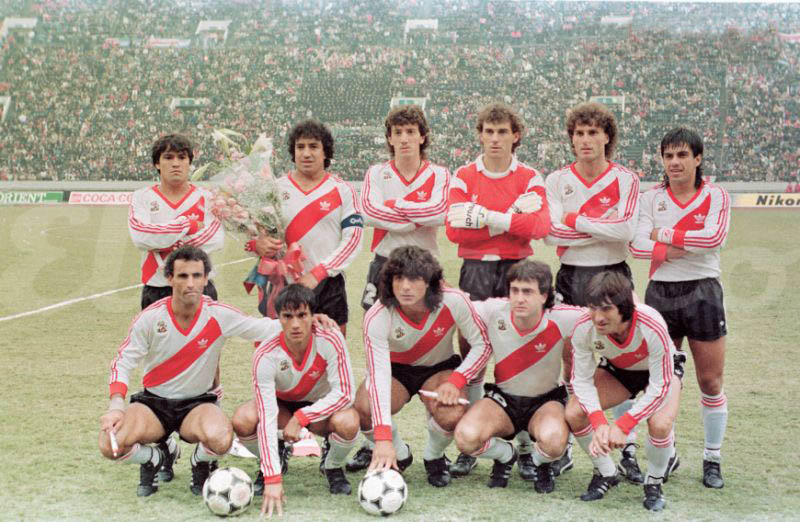
1986年12月14日、東京で世界チャンピオンになったリーベル・プレート

1980年シーズンはメトロポリターノに優勝し、これにより1979年から1980年にかけて3期連続優勝を達成した。ラブルナは監督としてクラブの復活に貢献し6度の優勝を果たして退任し、1981年アルフレッド・ディ・ステファノが監督に就任した。そしてライバルのボカ・ジュニアーズがディエゴ・マラドーナを獲得したことに危機感を抱いたリーベルは、対抗策としてマリオ・ケンペスを獲得した。他にリーベルはアメリコ・ガジェゴとフリオ・オラルティコエチェアも獲得した。メトロポリターノではボカが優勝をしたが、1981年ナシオナルに優勝し雪辱を果たした。しかし、優勝後、ケンペスは1シーズンでチームを去った。この時代のチームには他にラモン・ディアス、レイナルド・メルロ、ダニエル・パサレラ、アルベルト・タランティーニ、ウバルド・フィジョール、オスカル・オルティスなどがいた。国内で3期連続優勝を達成したり、1978年のワールドカップ優勝メンバーを数多く揃えていてレベルの高いチームであったが、コパ・リベルタドーレスでは優勝できなかった。1982年のコパ・リベルタドーレスは準決勝で敗退した。そして1982年にケンペス、パサレラ、ディアスら主力が欧州のクラブに移籍するとチーム力が低下した。1983年にエンソ・フランチェスコリを獲得し、ノルベルト・アロンソが復帰したが成績は上がらず、1983年には18位となり2部落ちの危機に陥った。しかし、翌1984年にエクトル・ベイラが監督に就任するとチームを建て直し1984年ナシオナルで2位となり、1985-86シーズンには4年振りとなるリーグ優勝を果たした。そして、フランチェスコリはこのシーズン25得点を挙げて2度目の得点王に輝いた。
この後7月にフランチェスコリがラシン・クラブ・ド・パリに移籍したために、リーベルはエースを失って1986年7月からのコパ・リベルタドーレスを戦うことになった。しかしリーベルは好調を維持して順調に勝ち進んだ。そんな中これまでチーム得点王となり活躍していたラモン・セントゥリオンが準決勝ラウンド最終戦で退場処分を受けた。そのため彼の代わりに決勝戦でフアン・フネスが先発起用されたがフネスは第1戦、第2戦ともに得点する活躍を見せてヒーローとなった。他に主力の司令塔アロンソとアントニオ・アルサメンディの活躍もありリーベル・プレートはアメリカ・デ・カリを下し初優勝を果たした。そして、12月14日には東京でFCステアウア・ブカレストを1-0で下しインターコンチネンタルカップにも優勝を果たし初の世界王者に輝いた。この1986年シーズンは国内リーグ、コパ・リベルタドーレス、インターコンチネンタルの3冠を達成した。翌年にはコパ・インテラメリカーナでも勝利した。このチームには、アロンソ、アルサメンディ、フネスの他にアメリコ・ガジェゴ、オスカル・ルジェリ、ネリー・プンピード、エクトル・エンリケ、ネストル・ゴロシートなどがいた。アルサメディは1986年シーズンに南米年間最優秀選手賞を受賞した。
リーベルは世界一になった後、中心選手のアロンソ、ガジェゴは引退し、ルジェリ、プンピード、アルサメンディが移籍してチームの大刷新を迫られたがうまく行かなかった。下部組織出身のクラウディオ・カニーヒアやペドロ・トログリオが在籍し、アベル・バルボ、ガブリエル・バティストゥータ、ホルヘ・ダ・シルバ、セルヒオ・バティスタなどの優秀な選手を補強し、他にダニエル・パサレラが欧州から復帰したがうまくいかず、再びリーグ優勝するのに4年の歳月を費やした。

### 1990年代 - 黄金期: 2度目の南米王者、8度のリーグ優勝
90年代前半は、ダニエル・パサレラが5年という長期間に渡り監督を務めた。パサレラは現役引退後、1989-90シーズンに即座に監督就任するとたちまち優勝した。リーベルにとって4年ぶりの国内リーグ・タイトル獲得だった。新加入のラモン・メディナベージョ、ルーベン・ダ・シルバ、エルナン・ディアスと、下部組織出身の若手のレオナルド・アストラーダ、グスタボ・サパタなどが活躍した。しかし、1990年のコパ・リベルタドーレスは準決勝でバルセロナSCに敗れた。
そして1991年にラモン・ディアスが欧州から復帰した。1991-92シーズン前期に彼が得点王となる活躍を見せリーベルはこのシーズン優勝を遂げた。
その後1993年にラモン・ディアス、グスタボ・サパタ、ラモン・メディナベージョら主力が横浜マリノスに移籍した。チーム力の低下が懸念されたが、下部組織出身のアリエル・オルテガ、エルナン・クレスポら若手と復帰したセルヒオ・ゴイコチェアが活躍をして、リーベルは1993-94シーズン前期に優勝を果たした。パサレラは若い選手を積極的に起用して育て、彼が指揮した5シーズンでリーベルは3度のリーグ優勝（1989-90、1991-92前期、1993-94前期）を果たした。
パサレラが退任した後に1994年アメリコ・ガジェゴが監督を引き継いだ。1994年、エンツォ・フランチェスコリが欧州から復帰して得点王になる活躍を見せ、新加入のロベルト・アジャラ、ヘルマン・ブルゴスらも活躍してリーベルは1994-95シーズン前期に優勝した。このシーズンはクラブ史上初となる無敗優勝（19試合で12勝7分け）を達成した。
90年代後半は1995年にラモン・ディアスが監督に就任し、5年の長期に渡り監督を務めた。リーベルはエンソ・フランチェスコリがキャプテンとしてチームを牽引し、それに加えて若い才能ある選手が大量続出して黄金時代を築いた。下部組織出身のアリエル・オルテガ、エルナン・クレスポ、マティアス・アルメイダ、マルセロ・ガジャルドに加え、サンティアゴ・ソラーリ、フアン・パブロ・ソリン、セルソ・アジャラなどの選手が入団して活躍し、1996年に10年ぶりにコパ・リベルタドーレス決勝に進出してアメリカ・デ・カリを下して南米王座に返り咲いた。同年に東京でユヴェントスFCとインターコンチネンタルカップで世界一をかけて対戦したが、0-1で敗戦した。その後、クレスポ、オルテガ、アルメイダら主力が欧州に移籍しチーム力の低下が懸念されたが、マルセロ・サラス、フリオ・クルスが遜色ない活躍を見せ、1997年にサンパウロFCを下しスーペルコパ・スダメリカーナに優勝した。サラスは1997シーズン、南米年間最優秀選手賞に輝いた。
国内リーグでは1996前期、1997後期、1997前期に立て続けに優勝し、16年ぶりの3連覇を達成した。フランチェスコリ引退後もクラブの勢いは衰えず、その後も下部組織からパブロ・アイマール、ハビエル・サビオラなど若いタレントが活躍し、またフアン・パブロ・アンヘル、マルティン・カルデッティ、マリオ・ジェペス、ディエゴ・プラセンテなどを補強して1999-2000シーズン前期に優勝を果たした。このシーズン、サビオラは18歳で得点王となる活躍を見せ、史上最年少で南米年間最優秀選手賞を受賞した。1999年にラモン・ディアスは退任したが、彼が指揮した5シーズンでリーベルは4度のリーグ優勝（1996-97前期、1996-97後期、1997-98前期、1999-2000前期）を果たした。世界一は逃したが、リーベル・プレートは1990年代に国内リーグで通算8度、優勝した。
コパ・リベルタドーレスでは、1996年の優勝の他に、1990年、1995年、1998年、1999年に準決勝まで進出した。リーベル・プレートは20世紀、最も多くアルゼンチン国内リーグを優勝し、他の大会で獲得したトロフィーを合わせた総計も最多で、国際サッカー歴史統計連盟のランキングでアルゼンチンのクラブでは20世紀1位となり、“世紀のチャンピオン”として20世紀を終えた。

### 2000年代 - 栄光と低迷
2000年代の前半は、90年代からの勢いが止まらず優勝を重ねた。監督の交代が頻繁に起こり、なおかつ欧州クラブの若手選手の青田買いが進んで主力選手の入れ替えが激しくなったが、欧州からアリエル・オルテガとマルセロ・ガジャルドらベテランが復帰し、下部組織からアンドレス・ダレッサンドロ、フェルナンド・カベナギ、マルティン・デミチェリス、ハビエル・マスチェラーノら優秀な若手を輩出し続けて優勝を重ねた。
2000年にアメリコ・ガジェゴが監督就任し、リーベルは1999-2000シーズン後期にサビオラ、アイマール、アンヘルの攻撃トリオが引き続き活躍をして優勝し連覇を達成した。その後、アリエル・オルテガがチームに復帰し、この攻撃トリオはカルテットとなったが3連覇は達成できなかった。
2000-01シーズンからラモン・ディアスが監督復帰して、オルテガと下部組織出身の2人アンドレス・ダレッサンドロとフェルナンド・カベナギを先発起用して新しい攻撃陣を形成した。他では中盤にエステバン・カンビアッソを補強し、守備ではマルティン・デミチェリスが成長してその結果、2001-02シーズン後期にリーベルは2年ぶりの優勝を果たした。
2002-03シーズンからはマヌエル・ペレグリーニが監督就任した。リーベルは中盤にルイス・ゴンサレスを補強して、ダレッサンドロ、カベナギの攻撃陣が変わらず活躍したので2002-03シーズン後期に優勝した。
翌2003-04シーズンはレオナルド・アストラーダが新監督となり、司令塔マルセロ・ガジャルドが復帰して、カベナギ、マクシミリアーノ・ロペス、マルセロ・サラス、ハビエル・マスチェラーノらが活躍してリーベルは2003-04シーズン後期に優勝をした。2000年代の前半は、国内リーグで4度（1999-2000後期、2001-02後期、2002-03後期、2003-04後期）優勝した。国際舞台でもコパ・リベルタドーレスで2004年と、2005年に準決勝まで進んだ。
しかし、2000年代後半から勢いが落ち始めた。2005シーズン、ゴンサロ・イグアインが頭角を現し、2006年にオルテガが復帰したが優勝できず、結局、2004年の優勝から4シーズン無冠が続いた。そして、2008シーズンにディエゴ・シメオネが監督に就任すると2007-08後期リーグにオルテガ、ラダメル・ファルカオ、アレクシス・サンチェス、ディエゴ・ブオナノッテらのタレントを擁して4年ぶりの優勝を果たした。これでリーベルは復活したと思われたが、この優勝を最後に再び低迷を始める。下部組織から1990年代から2000年代前半の様な優秀なタレントの輩出が減ったことの他に、長年アルゼンチンの名門クラブとして君臨してきたリーベルだったが1991年にホセ・マリア・アギラールが会長に就任してからクラブは経営危機などの問題を抱えるようになっていた。その中には、クラブが「バーラ・ブラバ」（過激なサポーター集団）へ利益を与えるという癒着構図も存在していた。2007年にはゴンサロ・イグアインの移籍で得た利益を奪い合ってバーラ・ブラバ同士の派閥闘争が起こり、その中のメンバーが銃で殺害される事件が発生した。こうした経営危機やサポーターの暴力問題を抱えた状況下でクラブは低迷を脱することができず、クラブ史上初となる2部リーグ降格の危機に直面する事態へとなって行った。
2008-09シーズンの前期リーグではクラブ創設以来107年の歴史で史上初の最下位（20位）に沈んだ。優勝した次のシーズンが最下位という誰も予想しない成績となった。さらに2009-10シーズンも前期14位、後期13位と大不振が続き下位に終わった。

### 2010年代 - 歴史上初の2部降格。そして復活、3度目の南米王者。

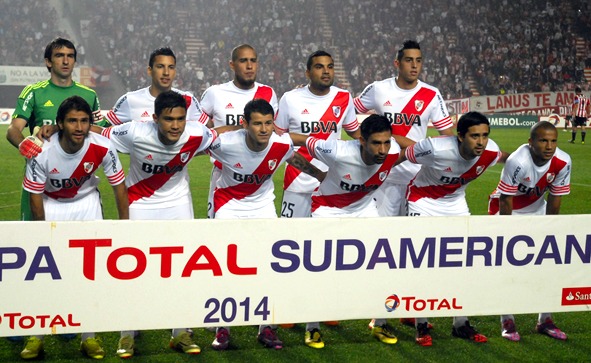
2014年、コパ・スダメリカーナに優勝して17年ぶりに国際タイトルを獲得したリーベル・プレート

2010-11シーズンは調子を取り戻し2010シーズン前期は4位だったが、2011シーズン後期は最終節で敗れ9位となり、これにより国内リーグの過去3年間の平均獲得ポイントでクルブ・オリンポに逆転され、2部リーグ4位のCAベルグラーノとの1部2部入替プレーオフへ回ることになった。アルゼンチンリーグは過去3シーズンの平均勝ち点によって降格チームを決めるため、リーベルの2010-11シーズン成績は前期4位、後期9位で降格するような順位ではなかったが、2008-09シーズン前期の最下位（20位）や2009-10シーズンの大不振（前期14位、後期13位）の成績が響きこれを挽回できなかった。CAベルグラーノとのプレーオフ第1戦では、サポーターの試合途中の乱入で20分以上のロスタイムが取られる異常事態が起きた末、結果は2-0で敗北。ホームで迎えた第2戦では2点差以上の勝利が必要だったが、またしても観客が暴動を起こし後半44分で試合が打ち切られ、1-1で引き分けた。このプレーオフ敗戦により、2011年、リーベル・プレートはクラブ史上初の2部リーグ降格が決定した。この試合には2200人の警官が動員されていたが、試合後も暴動は収まらず、アルゼンチン当局によると68人が負傷した。
リーベルが2部リーグで戦うことになり当初、2部のテレビ中継はこれまで通り有料のケーブルテレビのみの予定であったが、アルゼンチンのサッカー・ファンの約30%がリーベルのサポーターという背景もあり地上波の国営放送でも放送されることに変更され、一般紙のスポーツ欄やスポーツ紙にも2部リーグの試合日程が大きく載せられるなど、アルゼンチン国内においてこれまでになく2部に関する情報量が増加する現象が見られた。
2012年シーズン、初の2部での戦いとなったリーベルは名門相手に金星を狙うモチベーション溢れる対戦相手に苦戦を強いられるも、最終節に元フランス代表FWダヴィド・トレゼゲの2得点によって、クルブ・アルミランテ・ブラウンを下し優勝を決めて、1年で1部復帰を果たした。そして、ラモン・ディアスが2012年に3度目の監督就任をすると見事にチームを強豪に甦らせ、それを境にリーベルは再び、黄金期に入った。2014シーズン後期リーグに優勝し、そして年間優勝決定戦でも前期リーグ優勝のCAサン・ロレンソ・デ・アルマグロを破り8年ぶりのリーグ優勝を達成した。この年、国内リーグでは31試合無敗記録を作り、クラブ新記録を樹立した。そして2014年、マルセロ・ガジャルドが引き継いで監督就任した後も好調は続き、この年はコパ・スダメリカーナでもアトレティコ・ナシオナルを下し初優勝を果たし、これは17年ぶりの国際タイトル獲得だった。そして、翌2015年シーズンはレコパ・スダメリカーナでサン・ロレンソを下して初優勝し、続いてコパ・リベルタドーレスでもUANLティグレスを下し19年ぶりに優勝し、リーベル・プレートは3度目の南米王者となった。2シーズンで3つの国際タイトルを立て続けに獲得し、南米で名門復活を果たした。このチームにはテオフィロ・グティエレス、フェルナンド・カベナギ、ロドリゴ・モラ、カルロス・サンチェス、レオナルド・ポンシオ、マティアス・クラネビッテル、ラミロ・フネス・モリ、マルセロ・バロベロ、ルーカス・アラリオなどがいた。グティエレスは2014年シーズン、南米年間最優秀選手賞を受賞する活躍を見せた。

## ユニフォーム

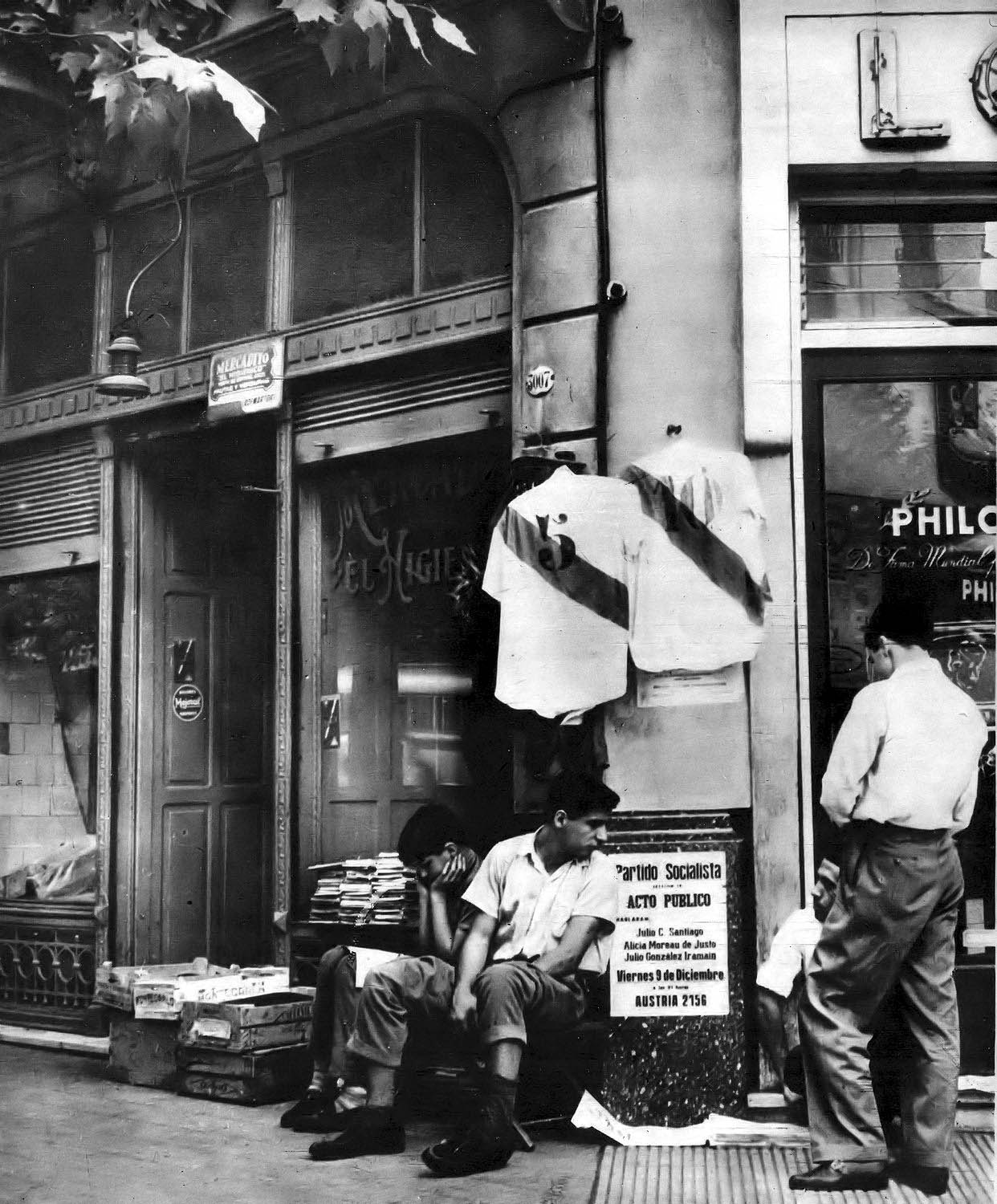
リバープレートユニフォーム (1955年)

リーベル・プレートの1stユニフォームのデザインが決まったのは1908年である。ある夜、カーニバルが行われて、それが終りに近づいていた。そこに、古い自動車が1台あって、その車内の後部に赤い絹のリボンが乱雑に掛けられていた。そこにいた5人の若者の1人エリサ・ペシレはちょっとした悪ふざけから、それを盗むことに決めた。しかし、一方で秘かな動機もあった。そのリボンを自分達のチームの白いユニフォームの上に付けて、自分達のユニフォームに特徴を付けようと考えていた。それで、その赤い絹のリボンを斜めに張り付けることに決めた。こうして、お馴染みの赤いタスキ掛けのユニフォームが生まれた。
そして、このユニフォームが赤いタスキのデザインに決まったのは聖ホルヘ（聖ゲオルギオス）のシンボルの白地に赤い十字のデザインが関係しているという説も伝えられている。聖ホルヘはイタリアのジェノヴァの街の守護聖人で、ジェノヴァの旗は白地に赤い十字のデザインである。リーベル・プレートの創設メンバーのほとんどはジェノヴァに祖先がいて、そのためリーベル・プレートのユニフォームは赤い十字ではないが、白地に赤いラインというデザインはこの旗に似ているので、この旗を模してユニフォームのデザインにしたのだと言われている。
1952年にリーベル・プレートがスペインのマドリードを訪問し、マドリードを本拠地とするラージョ・バジェカーノと交流を行った。まだスペインサッカーのユニフォームは無地かストライプがほとんどで、ラージョはその中でオリジナリティを出そうと模索していた。そんな時にラージョがリーベル・プレートのタスキユニフォームを見て触発され、現在に至るまでラージョは白地に赤のタスキのデザインを採用している。

### サプライヤーとスポンサー

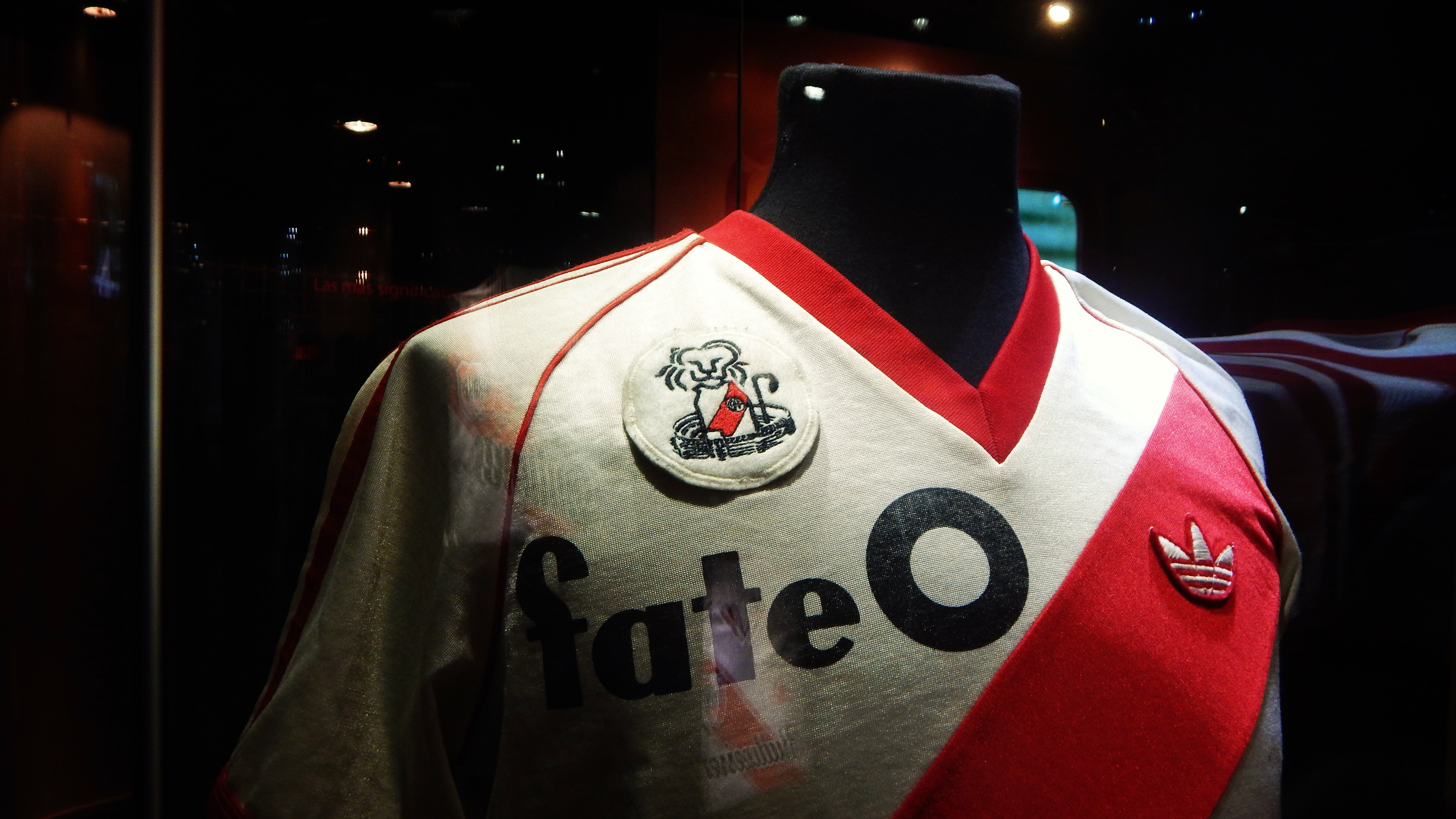
リバープレートユニフォーム (1985年)

| 期間      | サプライヤー | スポンサー                 |
| --------- | ------------ | -------------------------- |
| 1979-1980 | Sportlandia  | なし                       |
| 1981-1982 | Olimpia      | なし                       |
| 1982-1985 | adidas       | なし                       |
| 1985-1989 | adidas       | Fate O                     |
| 1989-1991 | adidas       | PEUGEOT                    |
| 1991-1992 | adidas       | Carta Credencial           |
| 1992-1995 | adidas       | SANYO                      |
| 1996-2002 | adidas       | Quilmes                    |
| 2002-2006 | adidas       | Budweiser                  |
| 2006-2008 | adidas       | PETROBRAS                  |
| 2009-2010 | adidas       | PETROBRAS & Pokerstars.net |
| 2011-2012 | adidas       | PETROBRAS & TRAMONTINA     |
| 2012-2013 | adidas       | BBVA & TRAMONTINA          |
| 2013-2016 | adidas       | BBVA & Netshoes            |
| 2016-2018 | adidas       | BBVA & HUAWEI              |
| 2019-2022 | adidas       | TURKISH AIRLINES           |
| 2023-     | adidas       | Codere                     |

## サポーター

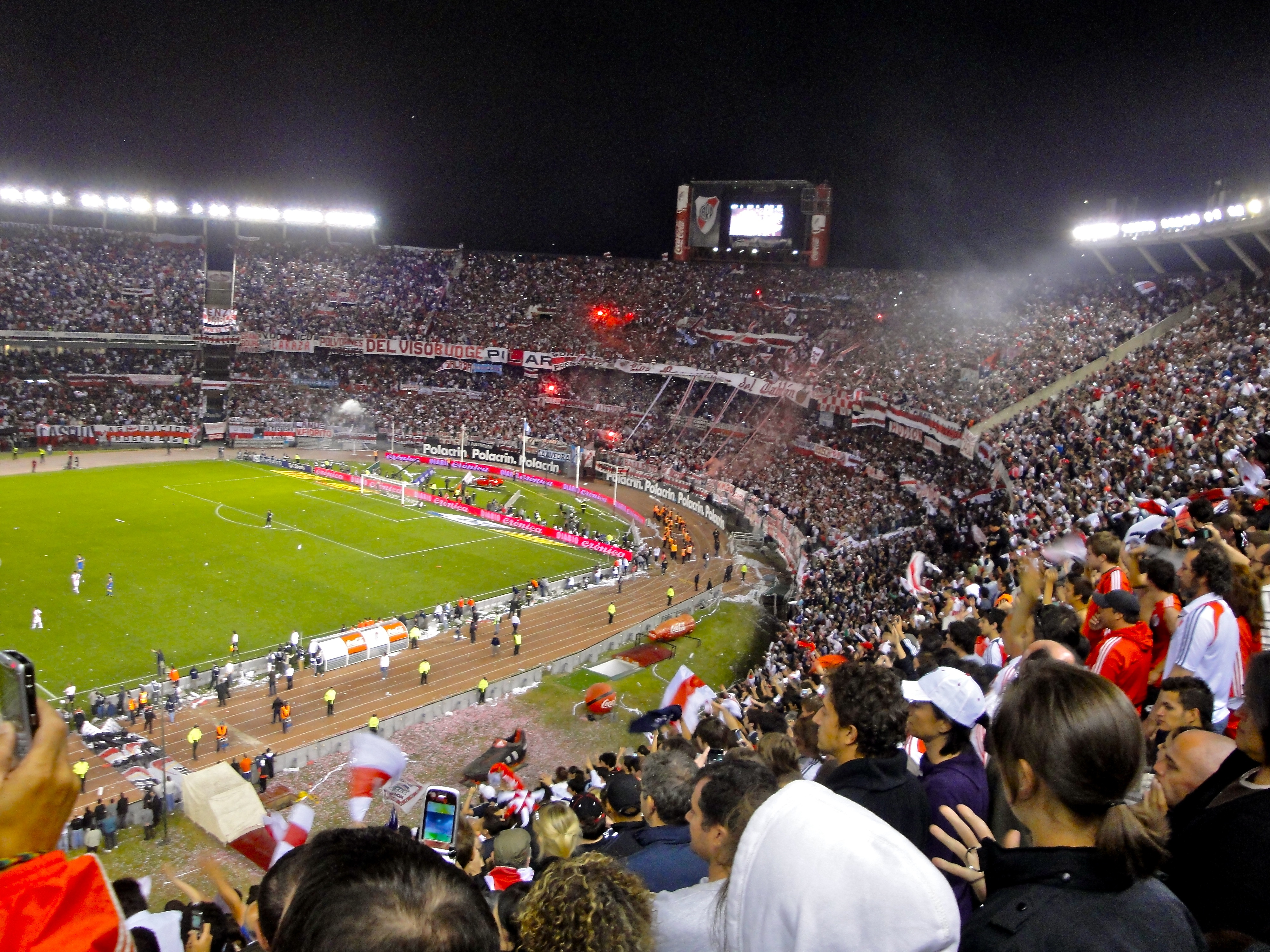
リーベルプレートファン (2010年)

ブエノスアイレスでも有数の高級住宅街に本拠地を構えることも関係して、ボカ・ジュニアーズのサポーターよりも裕福な階層のサポーターが多いと言われている。アルゼンチンでボカ・ジュニアーズに次いで2番目に多くのサポーターがいる。アルゼンチンのサッカー・ファンの約30%はリーベルのサポーターである。

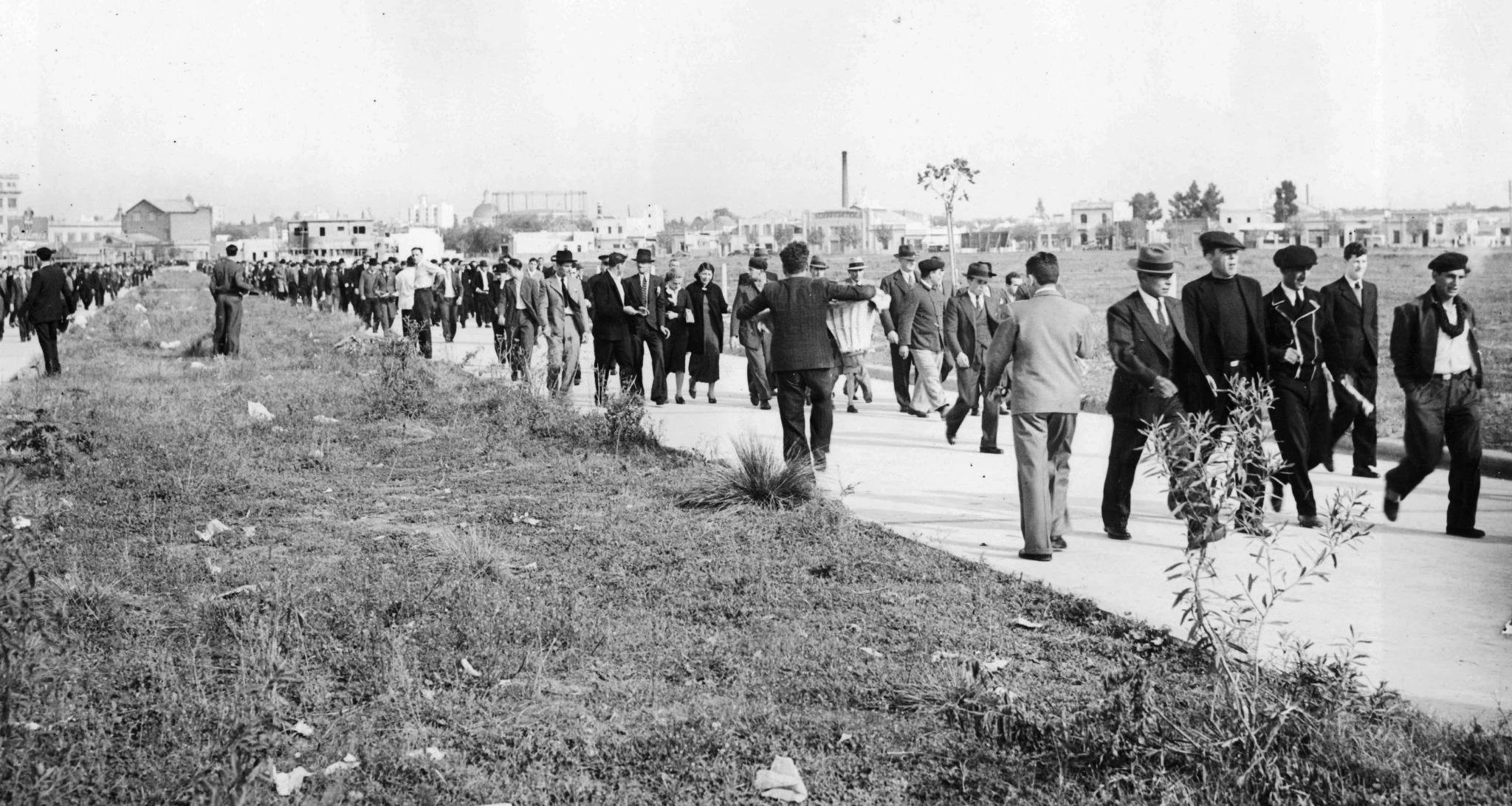
リーベル・プレートサポーター (1938年)

2015年、当クラブはFIFAクラブワールドカップに出場し、12月16日に大阪・長居陸上競技場でサンフレッチェ広島F.Cと対戦、20日には横浜国際総合競技場でFCバルセロナとの決勝戦を迎えた。期間中に来日したリーベルサポーターは、1万5000人から2万人に上る。
リーベルのサポーターは、試合前日にバンデラッソ（Banderazo、決起集会）を行う習慣がある。日本でも試合前日の15日及び19日に、道頓堀戎橋や代々木公園などで行われた。
17日には、当クラブのサポーターとみられる男3人が大阪市中央区道頓堀のコンビニで万引きを行い、犯行に気付いた店員2人が男1人を取り押さえると、男3人は仲間と思われる男十数人とともに店員2人に殴る蹴るの暴行を加え、軽傷を負わせて逃走した。

## ライバル
リーベル・プレートの最大のライバルは、ボカ・ジュニアーズである。この2チームの対戦は、Superclásico（スーペルクラシコ : スーパー・ダービーの意）と呼ばれ、アルゼンチンで最も関心を集めるクラシコであり、最も権威のあるダービー・マッチである。現在は、アルゼンチンのみならず、他の南米諸国でも高い関心を集める南米を代表するダービー・マッチである。平均視聴率はゼロ年代は毎年、大体、40%前後を記録していた。しかし、2015年5月3日のクラシコの視聴率は32.4%、2015年9月13日のクラシコは33.6%であった。
他にCAインデペンディエンテ、ラシン・クラブ、CAサン・ロレンソ・デ・アルマグロとのビッグ5同士の対戦もクラシコと呼ばれ、関心を集める。
リーベル・プレートのマスコットは1984年から5年間はライオンであった。これはボカ・ジュニアーズを始めとする他チームのサポーターがリーベル・プレートのことを「ガジーナ（ニワトリ）！！」（アルゼンチンで臆病者の意 : ニワトリは臆病だから）と散々にからかっていて、それを不愉快に思っていた当時の会長が「絶対にニワトリの愛称を根絶する」という固い決意を持ち、チームに付けられたイメージを払拭するためにライオンのロゴを使用することにしたからである。しかし、会長の想像以上にボカなどライバル・チームにとってリーベルのことを「ニワトリ」と呼ぶ風習が根深く定着していて、会長の目論見は失敗に終わりライオンのイメージも定着しなかった。そして、5年後、会長がクラブを去るとこのライオンのロゴも使用されなくなった。そして現在リーベル・プレートのサポーターの一部の人々はボカ・ジュニアーズなどにからかわれていることに開き直り、逆手に取ることに決めて、ニワトリの格好に扮して観客席で応援するなどしている。

## ニックネーム
- River (リーベル) -「リーベル・プレート」の略称。
- Los Millonarios (ロス・ミジョナリオス : 大富豪、億万長者) - 1931年にカルロス・ペウセジェを獲得し、1932年にベルナベ・フェレイラを当時の世界史上最高額の移籍金を支払って獲得したことがきっかけで名付けられた。他にサポーターに富裕層が多かったことも関係している[12]。
- El Mas Grande (エル・マス・グランデ : 最も偉大なチーム) - 20世紀のアルゼンチン国内リーグの優勝回数が最多で、国際サッカー歴史統計連盟のランキングでもアルゼンチンのクラブで20世紀1位となり、最も優れた成績のクラブであることが由来[39]。
- La Banda 又は La Banda Roja (ラ・バンダ : タスキ) / (ラ・バンダ・ロハ : 赤タスキ) - ユニフォームのデザインが由来。
- Gallinas (ガジーナス : ニワトリ)

リーベル・プレートは1966年のコパ・リベルタドーレス決勝で逆転負けをして敗北した。その後に、国内リーグのアウェイのCAバンフィエルドとの試合の際、リーベルの選手が入場して来た時、バンフィエルドのサポーターが観客席から赤いタスキの布を巻きつけた雌鶏（アルゼンチンで雌鶏は臆病者の意味）をリーベルの選手に向けてピッチに投げ入れた。それ以来リーベルの選手とサポーターたちは、他チームからガジーナス（ニワトリ）と呼ばれてからかわれるようになった。また、リーベルのスタジアムのエル・モヌメンタルも他チームからEl Gallinero（エル・ガジネロ：ニワトリ小屋）とからかわれるようになった。

## スタジアム

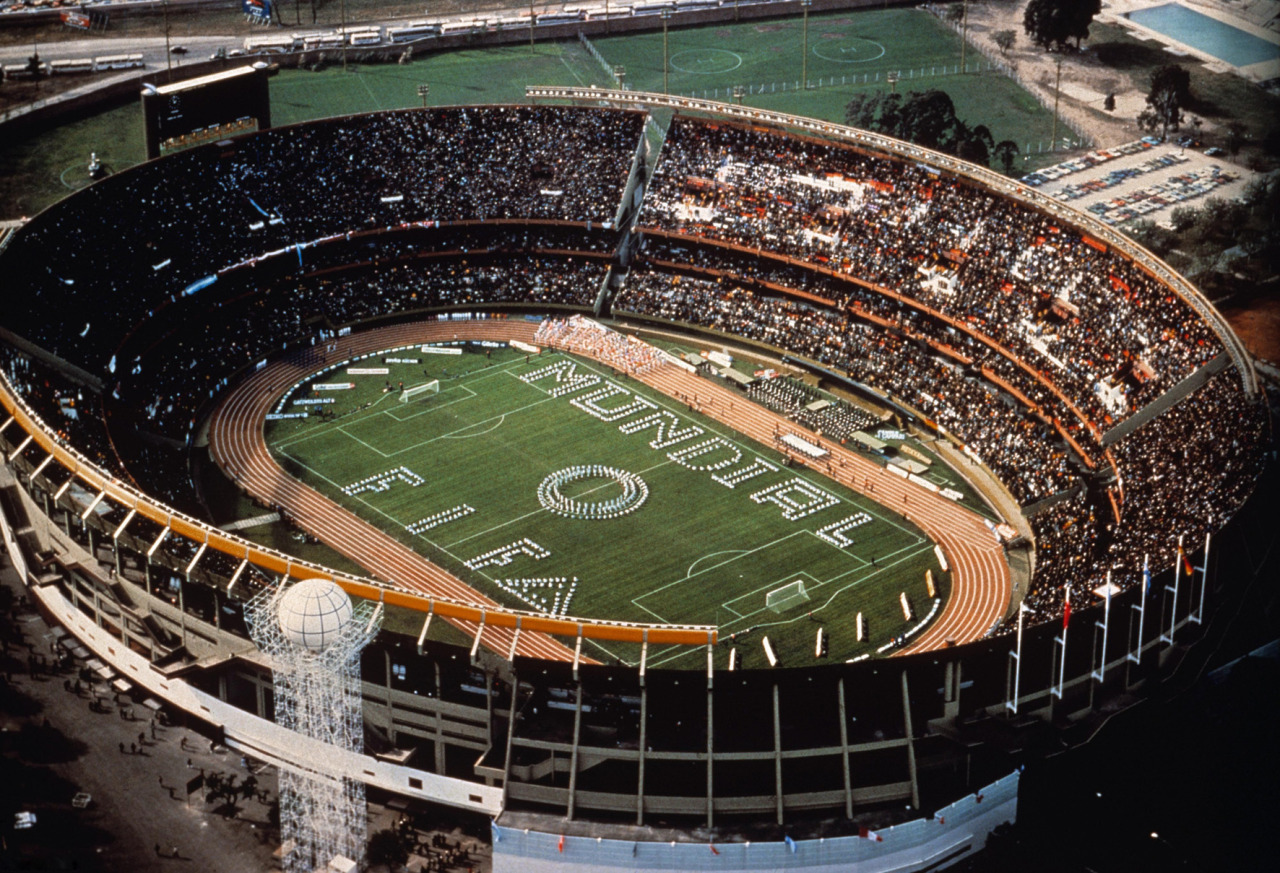
エスタディオ・モヌメンタル (1978 FIFAワールドカップ)

リーベル・プレートのホームスタジアムは、エスタディオ・モヌメンタル・アントニオ・ベスプチオ・リベルティ (Estadio Monumental Antonio Vespucio Liberti) 、通称エル・モヌメンタル (El Monumental) である。現在の収容人数は61,321人である。アルゼンチン代表のホーム・スタジアムとしても使用され、1978年のワールドカップ決勝の試合もこのスタジアムで行われた。アルゼンチンで最も大きなスタジアムである。最多観客動員の試合は、1975年シーズンのメトロポリターノで18年ぶりにリーグ優勝をしたシーズンの最終節（1975年8月17日）、対ラシン・クラブ戦で2-0で勝利して10万人が来場した。2番目が1954年シーズン（1954年10月31日）のボカ・ジュニアーズ戦の9万人、3番目が1986年と1996年のコパ・リベルタドーレス決勝が行われた試合で、共に85000人が来場して対戦相手は共にコロンビアのアメリカ・デ・カリだった。

## エピソード

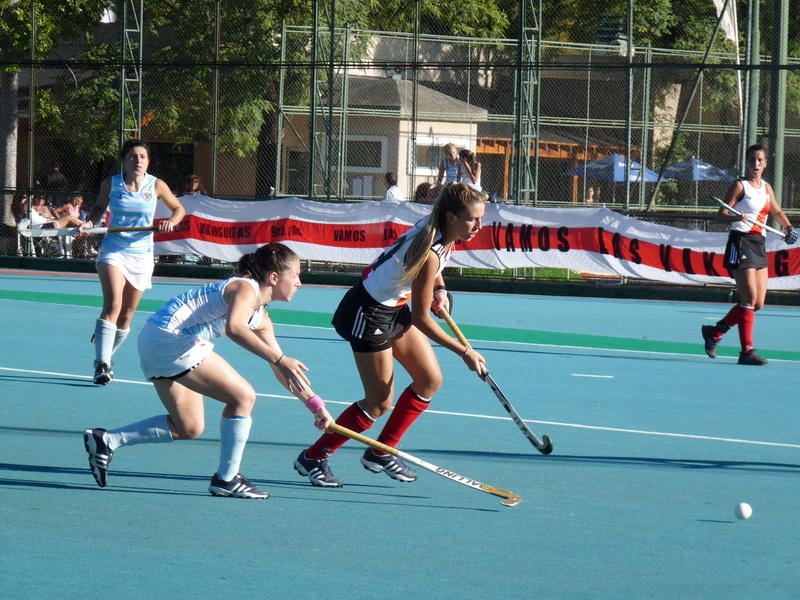
リーベルプレート女子ホッケーチーム (2011年)

スペインのマドリードに本拠地を置くラージョ・バジェカーノはリーベル・プレートへの憧れからユニフォームを赤いタスキに変更した。1952年にリーベル・プレートがマドリードを訪問した際にラージョ・バジェカーノとの交流が生まれ、ラージョ・バジェカーノはユニフォームを赤いタスキに変更する事を決定した。
ボリビアのポトシに本拠地を置くCAナシオナル・ポトシ（1942年創立）はリーベル・プレートへの憧れから、ユニフォームのデザインを白地に赤タスキのシャツ、黒パンツにしてリーベル・プレートと全く同じにしている。
またアルゼンチン国内では、サルタ州にリーベル・プレート・デ・エムバラカシオン（1939年創立）(es:Club Atlético River Plate de Embarcación)という名前もユニフォームのデザインを全く同じにしているクラブがある。
また、リーベル・プレートは元エクアドル代表サッカー選手アルベルト・モンターニョの推薦により、エクアドルのグアヤキルにリーベル・プレートと提携するクラブが創設されることに合意した。それにより、グアヤキルに2007年、リーベル・プレート・エクアドルというクラブが誕生した。
日本で、「リーベル・プレート・ジャパン」という公式のサッカー・スクールを設立し、活動を行っている。

## タイトル

### 国内タイトル
- リーグ : 38回 (Mはメトロポリターノ、Nはナシオナル、Aはアペルトゥーラ、Cはクラウスーラ、Fはフィナールの略)
  - 1920 AAm, 1932, 1936 Copa Campeonato, 1936 Copa de Oro, 1937, 1941, 1942, 1945, 1947, 1952, 1953, 1955, 1956, 1957, 1975M, 1975N, 1977M, 1979M, 1979M, 1980M, 1981N, 1985-86, 1989-90, 1991A, 1993A, 1994A, 1996A, 1997C, 1997A, 1999A, 2000C, 2002C, 2003C, 2004C, 2008C, 2014F, 2021, 2023
- コパ・アルヘンティーナ : 3回
  - 2015-16, 2016-17, 2018-19
- スーペルコパ・アルヘンティーナ : 3回
  - 2017, 2019, 2023

### 国際タイトル
- コパ・リベルタドーレス : 4回
  - 1986, 1996, 2015, 2018
- コパ・スダメリカーナ : 1回
  - 2014
- スーペルコパ・スダメリカーナ : 1回
  - 1997
- レコパ・スダメリカーナ : 3回
  - 2015, 2016, 2019
- コパ・インテラメリカーナ : 1回
  - 1987
- インターコンチネンタルカップ : 1回
  - 1986
- Jリーグカップ/コパ・スダメリカーナ王者決定戦 : 1回
  - 2015
- コパ・アルダオ : 5回
  - 1936, 1937, 1941, 1945, 1947
- タイ・カップ : 1回
  - 1914

## 過去の成績
- プリメーラ・ディビシオン (M=メトロポリターノ, N=ナシオナル, A=アペルトゥーラ, C=クラウスーラ, I=イニシアル, F=フィナール)

| 年度 | 順位 |
| ---- | ---- |
| 1931 | 4位  |
| 1932 | 優勝 |
| 1933 | 4位  |
| 1934 | 4位  |
| 1935 | 6位  |
| 1936 | 6位  |
| 1936 | 優勝 |
| 1936 | 優勝 |
| 1937 | 優勝 |
| 1938 | 2位  |
| 1939 | 2位  |
| 1940 | 3位  |
| 1941 | 優勝 |
| 1942 | 優勝 |
| 1943 | 2位  |
| 1944 | 2位  |
| 1945 | 優勝 |
| 1946 | 3位  |
| 1947 | 優勝 |
| 1948 | 2位  |
| 1949 | 2位  |
| 1950 | 4位  |
| 1951 | 3位  |
| 1952 | 優勝 |
| 1953 | 優勝 |
| 1954 | 3位  |
| 1955 | 優勝 |
| 1956 | 優勝 |
| 1957 | 優勝 |
| 1958 | 6位  |
| 1959 | 6位  |
| 1960 | 2位  |
| 1961 | 3位  |

| 年度  | 順位   |
| ----- | ------ |
| 1962  | 2位    |
| 1963  | 2位    |
| 1964  | 3位    |
| 1965  | 2位    |
| 1966  | 2位    |
| 1967M |        |
| 1967N | 5位    |
| 1968M | 準決勝 |
| 1968N | 2位    |
| 1969M | 2位    |
| 1969N | 2位    |
| 1970M | 2位    |
| 1970N |        |
| 1971M | 6位    |
| 1971N |        |
| 1972M | 4位    |
| 1972N | 2位    |
| 1973M | 5位    |
| 1973N | 2位    |
| 1974M |        |
| 1974N |        |
| 1975M | 優勝   |
| 1975N | 優勝   |
| 1976M | 5位    |
| 1976N | 2位    |
| 1977M | 優勝   |
| 1977N |        |
| 1978M | 6位    |
| 1978N | 2位    |
| 1979M | 優勝   |
| 1979N | 優勝   |
| 1980M | 優勝   |
| 1980N |        |

| 年度       | 順位 |
| ---------- | ---- |
| 1981M      | 4位  |
| 1981N      | 優勝 |
| 1982N      |      |
| 1982M      | 10位 |
| 1983N      |      |
| 1983M      | 18位 |
| 1984N      | 2位  |
| 1984M      | 4位  |
| 1985N      |      |
| 1985-86    | 優勝 |
| 1986-87    | 10位 |
| 1987-88    | 4位  |
| 1988-89    | 4位  |
| 1989-90    | 優勝 |
| 1990-91    | 3位  |
| 1991-92A   | 優勝 |
| 1991-92C   | 5位  |
| 1992-93A   | 2位  |
| 1992-93C   | 3位  |
| 1993-94A   | 優勝 |
| 1993-94C   | 5位  |
| 1994-95A   | 優勝 |
| 1994-95C   | 10位 |
| 1995-96A   | 7位  |
| 1995-96C   | 14位 |
| 1996-97A   | 優勝 |
| 1996-97C   | 優勝 |
| 1997-98A   | 優勝 |
| 1997-98C   | 7位  |
| 1998-99A   | 15位 |
| 1998-99C   | 2位  |
| 1999-2000A | 優勝 |
| 1999-2000C | 優勝 |

| 年度     | 順位 |
| -------- | ---- |
| 2000-01A | 2位  |
| 2000-01C | 2位  |
| 2001-02A | 2位  |
| 2001-02C | 優勝 |

| シーズン                        | 順位        | 試合数 | 勝 | 分 | 敗 | 得点 | 失点 | 得失点 |
| ------------------------------- | ----------- | ------ | -- | -- | -- | ---- | ---- | ------ |
| 2002-03 アペルトゥーラ          | 3位         | 19     | 11 | 3  | 5  | 35   | 23   | 12     |
| 2002-03 クラウスーラ            | 1位         | 19     | 13 | 4  | 2  | 43   | 18   | 25     |
| 2003-04 アペルトゥーラ          | 8位         | 19     | 7  | 5  | 7  | 23   | 24   | -1     |
| 2003-04 クラウスーラ            | 1位         | 19     | 12 | 4  | 3  | 41   | 21   | 20     |
| 2004-05 アペルトゥーラ          | 3位         | 19     | 9  | 6  | 4  | 28   | 19   | 9      |
| 2004-05 クラウスーラ            | 10位        | 19     | 8  | 3  | 8  | 31   | 29   | 2      |
| 2005-06 アペルトゥーラ          | 6位         | 19     | 8  | 4  | 7  | 31   | 22   | 9      |
| 2005-06 クラウスーラ            | 3位         | 19     | 9  | 7  | 3  | 39   | 24   | 15     |
| 2006-07 アペルトゥーラ          | 3位         | 19     | 11 | 5  | 3  | 33   | 17   | 16     |
| 2006-07 クラウスーラ            | 4位         | 19     | 9  | 6  | 4  | 26   | 16   | 10     |
| 2007-08 アペルトゥーラ          | 14位        | 19     | 6  | 5  | 8  | 31   | 33   | -2     |
| 2007-08 クラウスーラ            | 1位         | 19     | 13 | 4  | 2  | 29   | 13   | 16     |
| 2008-09 アペルトゥーラ          | 20位        | 19     | 2  | 8  | 9  | 20   | 29   | -9     |
| 2008-09 クラウスーラ            | 8位         | 19     | 7  | 6  | 6  | 24   | 25   | -1     |
| 2009-10 アペルトゥーラ          | 14位        | 19     | 5  | 6  | 8  | 23   | 26   | -3     |
| 2009-10 クラウスーラ            | 13位        | 19     | 6  | 4  | 9  | 16   | 21   | -5     |
| 2010-11 アペルトゥーラ          | 4位         | 19     | 8  | 7  | 4  | 21   | 18   | 3      |
| 2010-11 クラウスーラ            | 9位         | 19     | 6  | 8  | 5  | 15   | 15   | 0      |
| 2011-12 プリメーラB・ナシオナル | 1位         | 38     | 20 | 13 | 5  | 66   | 28   | 38     |
| 2012-13 イニシアル              | 8位         | 19     | 7  | 8  | 4  | 28   | 16   | 12     |
| 2012-13 フィナール              | 2位         | 19     | 10 | 5  | 4  | 28   | 22   | 6      |
| 2013-14 イニシアル              | 17位        | 19     | 5  | 6  | 8  | 12   | 14   | -2     |
| 2013-14 フィナール              | 1位         | 19     | 11 | 4  | 4  | 28   | 15   | 13     |
| 2014 カンペオナート             | 2位         | 19     | 11 | 6  | 2  | 34   | 13   | 21     |
| 2015 カンペオナート             | 9位         | 30     | 13 | 10 | 7  | 46   | 33   | 13     |
| 2016 カンペオナート             | 9位 (ソナ1) | 16     | 4  | 6  | 6  | 21   | 22   | -1     |
| 2016-17 カンペオナート          | 2位         | 30     | 16 | 8  | 6  | 51   | 28   | 23     |
| 2017-18 スーペルリーガ          | 8位         | 27     | 13 | 6  | 8  | 39   | 26   | 13     |
| 2018-19 スーペルリーガ          | 4位         | 25     | 13 | 6  | 6  | 42   | 21   | 21     |
| 2019-20 スーペルリーガ          | 2位         | 23     | 14 | 5  | 4  | 41   | 18   | 23     |
| 2021 リーガ・プロフェッショナル | 1位         | 25     | 16 | 6  | 3  | 53   | 19   | 34     |
| 2022 リーガ・プロフェッショナル | 3位         | 27     | 14 | 5  | 8  | 43   | 22   | 21     |
| 2023 リーガ・プロフェッショナル | 1位         | 27     | 19 | 4  | 4  | 50   | 20   | 30     |
| 2024 リーガ・プロフェッショナル | 5位         | 27     | 11 | 10 | 6  | 38   | 21   | 17     |

## 現所属メンバー
2023年8月1日現在
注：選手の国籍表記はFIFAの定めた代表資格ルールに基づく。
| No. | Pos. |              | 選手名                           |
| --- | ---- | ------------ | -------------------------------- |
| 1   | GK   | アルゼンチン | フランコ・アルマーニ             |
| 2   | DF   | アルゼンチン | フェデリコ・ガットーニ           |
| 4   | DF   | アルゼンチン | ゴンサロ・モンティエル           |
| 5   | DF   | アルゼンチン | フアン・カルロス・ポルティーリョ |
| 6   | DF   | アルゼンチン | ヘルマン・ペッセージャ           |
| 7   | FW   | アルゼンチン | マクシミリアーノ・サラス         |
| 8   | FW   | アルゼンチン | マクシミリアーノ・メサ           |
| 9   | FW   | コロンビア   | ミゲル・ボルハ                   |
| 10  | MF   | コロンビア   | フアン・フェルナンド・キンテロ   |
| 11  | FW   | アルゼンチン | ファクンド・コリーディオ         |
| 13  | DF   | アルゼンチン | ラウタロ・リヴェロ               |
| 14  | DF   | ウルグアイ   | セバスティアン・ボセッリ         |
| 15  | FW   | アルゼンチン | セバスティアン・ドリウッシ       |
| 16  | DF   | アルゼンチン | ファブリシオ・ブストス           |
| 17  | DF   | チリ         | パウロ・ディアス                 |
| 18  | MF   | アルゼンチン | ピティ・マルティネス             |
| 20  | DF   | アルゼンチン | ミルトン・カスコ                 |

| No. | Pos. |              | 選手名                           |
| --- | ---- | ------------ | -------------------------------- |
| 21  | DF   | アルゼンチン | マルコス・アクーニャ             |
| 22  | MF   | コロンビア   | ケビン・カスターニョ             |
| 23  | MF   | パラグアイ   | マティアス・ガラルサ             |
| 24  | MF   | アルゼンチン | エンソ・ペレス                   |
| 25  | GK   | アルゼンチン | コナン・レデスマ                 |
| 26  | MF   | アルゼンチン | ナチョ・フェルナンデス           |
| 28  | DF   | アルゼンチン | ルーカス・マルティネス・クアルタ |
| 29  | FW   | アルゼンチン | アレックス・ウォイスキ           |
| 30  | FW   | アルゼンチン | フランコ・マスタントゥオーノ     |
| 31  | MF   | アルゼンチン | サンティアゴ・シモン             |
| 32  | FW   | アルゼンチン | アグスティン・ルベルト           |
| 34  | MF   | アルゼンチン | ジュリアーノ・ガロッポ           |
| 38  | FW   | アルゼンチン | イアン・スビアブレ               |
| 39  | MF   | アルゼンチン | サンティアゴ・レンシナ           |
| --  | MF   | アルゼンチン | マティアス・クラネビッテル       |
| --  | MF   | アルゼンチン | マヌエル・ランシーニ             |
| --  | MF   | パラグアイ   | マティアス・ロハス               |

監督
 マルセロ・ガジャルド

### ローン移籍
in
注：選手の国籍表記はFIFAの定めた代表資格ルールに基づく。
| No. | Pos. |              | 選手名                                |
| --- | ---- | ------------ | ------------------------------------- |
| 2   | DF   | アルゼンチン | フェデリコ・ガットーニ (セビージャFC) |

| No. | Pos. |              | 選手名                                |
| --- | ---- | ------------ | ------------------------------------- |
| 34  | MF   | アルゼンチン | ジュリアーノ・ガロッポ (サンパウロFC) |

out
注：選手の国籍表記はFIFAの定めた代表資格ルールに基づく。
| No. | Pos. |              | 選手名                                                                |
| --- | ---- | ------------ | --------------------------------------------------------------------- |
| --  | GK   | アルゼンチン | エセキエル・セントゥリオン (CS Independiente Rivadavia)               |
| --  | GK   | アルゼンチン | ルーカス・ラヴァグニーノ (クルブ・アトレティコ・インデペンディエンテ) |
| --  | DF   | アルゼンチン | エンソ・ディアス (サンパウロFC)                                       |
| --  | DF   | アルゼンチン | アンドレス・エレーラ (コロンバス・クルーSC)                           |
| --  | DF   | パラグアイ   | ダヴィド・マルティネス (オリンピア・アスンシオン)                     |
| --  | DF   | アルゼンチン | ダニエル・ザバラ (クルブ・アトレティコ・ウラカン)                     |
| --  | DF   | アルゼンチン | ゴンサロ・トリンダーデ (クルブ・アトレティコ・セントラル・コルドバ)   |
| --  | MF   | アルゼンチン | トーマス・ガルヴァン (クルブ・アトレティコ・ベレス・サルスフィエルド) |

| No. | Pos. |              | 選手名                                                              |
| --- | ---- | ------------ | ------------------------------------------------------------------- |
| --  | MF   | アルゼンチン | エリアン・ヒメネス (クルブ・アトレティコ・サルミエント)             |
| --  | MF   | アルゼンチン | トビアス・レイヴァ (クルブ・アトレティコ・アルドシビ)               |
| --  | MF   | アルゼンチン | チアゴ・セッラゴ (クルブ・アトレティコ・アルドシビ)                 |
| --  | MF   | アルゼンチン | トーマス・カストロ・ポンセ (クラブ・アルマグロ)                     |
| --  | FW   | アルゼンチン | トーマス・ナシフ (クルブ・アトレティコ・バンフィエルド)             |
| --  | FW   | アルゼンチン | フランコ・アルフォンソ (クルブ・アトレティコ・セントラル・コルドバ) |
| --  | FW   | コロンビア   | オスワルド・バレンシア (Cúcuta Deportivo)                           |
| --  | FW   | チリ         | ゴンサロ・タピア (サンパウロFC)                                     |

## 歴代監督
- ラモン・ディアス 1995-2000
- アメリコ・ガジェゴ 2000-2001
- ラモン・ディアス 2001-2002
- マヌエル・ペレグリーニ 2002-2003
- レオナルド・アストラーダ 2004-2005
- レイナルド・メルロ 2005-2006
- ダニエル・パサレラ 2006-2007
- ホルヘ・ゴルディージョ 2007
- ディエゴ・シメオネ 2008
- ガブリエル・ロドリゲス 2008

- ネストル・ゴロシート 2009
- レオナルド・アストラーダ 2009-2010
- アンヘル・カッパ 2010
- フアン・ホセ・ロペス 2010-2011
- マティアス・アルメイダ 2011-2012
- グスタボ・サパタ 2012
- ラモン・ディアス 2012-2014
- マルセロ・ガジャルド 2014-2022
- マルティン・デミチェリス 2022-2024
- マルセロ・ガジャルド 2024-

## 歴代所属選手

### GK
- ネリー・プンピード
- ハビエル・セオリ
- セルヒオ・ゴイコチェア
- ヘルマン・ブルゴス
- ロベルト・ボナーノ (1996-2001)
- ヘルマン・ルクス (2001-2007)
- フランコ・アルマーニ (2018-)

### DF
- ダニエル・パサレラ (1974-1982, 1988-1989)
- アルベルト・タランティーニ (1980-1983)
- フリオ・オラルティコエチェア
- オスカル・ルジェリ (1985-1988)
- ネルソン・グティエレス (1986-1988)
- ホセ・セリスエラ (1988-1990)
- エルナン・ディアス (1989-1999, 2000-2001)
- ウーゴ・デレオン (1989-1990)
- フリオ・セサル・カセレス
- ロベルト・アジャラ (1994-1995)
- フアン・パブロ・ソリン
- セルソ・アジャラ
- エドゥアルド・ベリッソ (1996-1999)
- リカルド・アルタミラーノ
- ディエゴ・プラセンテ (1997-2001)
- ロベルト・トロッタ (1997, 1999-2001)
- マリオ・ジェペス (1999-2002)
- マルティン・デミチェリス (2000-2003)
- カルロス・ディオゴ
- エドゥアルド・トゥッシオ (2003-2008)
- フアン・マヌエル・ディアス

### MF
- ホルヘ・ソラリ (1964-1969)
- アメリコ・ガジェゴ (1981-1988)
- エクトル・エンリケ (1983-1990)
- ネストル・ゴロシート (1982-1988)
- ペドロ・トログリオ (1983-1988)
- ホセ・ミルトン・メルガル (1988-1989)
- セルヒオ・バティスタ (1988-1990)
- グスタボ・サパタ (1989-1993)
- フアン・ホセ・ボレーリ (1990-1991, 1997-1998)
- レオナルド・アストラーダ (1988-2000, 2001-2003)
- セルヒオ・ベルティ (1990-1992, 1993-1995, 1996199)
- マティアス・アルメイダ (1991-1996, 2009-2011)
- アリエル・オルテガ (1991-1996, 2000-2002, 2006-2012)
- マルセロ・ガジャルド (1992-1999, 2003-2006, 2008-2010)
- アルベルト・ガルシア・アスペ (1995)
- パブロ・アイマール (1996-2000, 2015)

- サンティアゴ・ソラーリ (1996-1998)
- ロベルト・モンセラート（英語版） (1996-1998)
- マルセロ・エスクデロ（英語版） (1996-2002)
- レオネル・ガンセド（英語版） (1996-2000)
- アンドレス・ダレッサンドロ (1998-2003)
- エドゥアルド・コウデ (1999-2004)
- クラウディオ・ウサイン (2000, 2002)
- エステバン・カンビアッソ (2001-2002)
- ルイス・ゴンサレス (2002-2005, 2015-2016)
- ハビエル・マスチェラーノ (2003-2005)
- ホナタン・サンターナ
- セサル・エドゥアルド・ゴンサレス
- アウグスト・フェルナンデス
- エリク・ラメラ
- マティアス・クラネビッテル
- エンソ・ペレス (2017-)
- フアン・フェルナンド・キンテロ (2018-2020, 2022-)

### FW
- オマール・シボリ (1952-1957)
- ノルベルト・アロンソ (1970-1976, 1977-1981, 1983-1987)
- ラモン・ディアス (1978-1981, 1991-1992)
- マリオ・ケンペス (1981-1982)
- レネ・オウセマン (1981)
- エンソ・フランチェスコリ (1983-1986, 1995-1997)
- アントニオ・アルサメンディ (1982, 1986-1988)
- クラウディオ・カニーヒア (1985-1988)
- ホルヘ・ダ・シルバ
- アベル・バルボ (1988-1989)
- ガブリエル・バティストゥータ (1989-1990)
- ラモン・メディナベージョ (1989-1993, 1996-1997)
- エルナン・クレスポ (1993-1996)
- マルセロ・サラス (1996-1998, 2003-2005)

- フリオ・クルス (1996-1997)
- セバスティアン・ランベル (1997-2000)
- フアン・パブロ・アンヘル (1997-2001)
- ハビエル・サビオラ (1998-2001, 2015)
- フアン・アントニオ・ピッツィ (1998-1999)
- ダニエル・フォンセカ (2000-2001)
- セバスティアン・アブレウ (2008, 2008-2009)
- ネルソン・クエバス
- フェルナンド・カベナギ (2001-2004, 2011-2012, 2014-2015)
- テオフィロ・グティエレス
- ラダメル・ファルカオ (2005-2009)
- ルシアーノ・フィゲロア (2006)
- ゴンサロ・イグアイン (2005-2007)
- アレクシス・サンチェス (2007-2008)
- ジョバンニ・シメオネ (2013-2016)

### ギャラリー

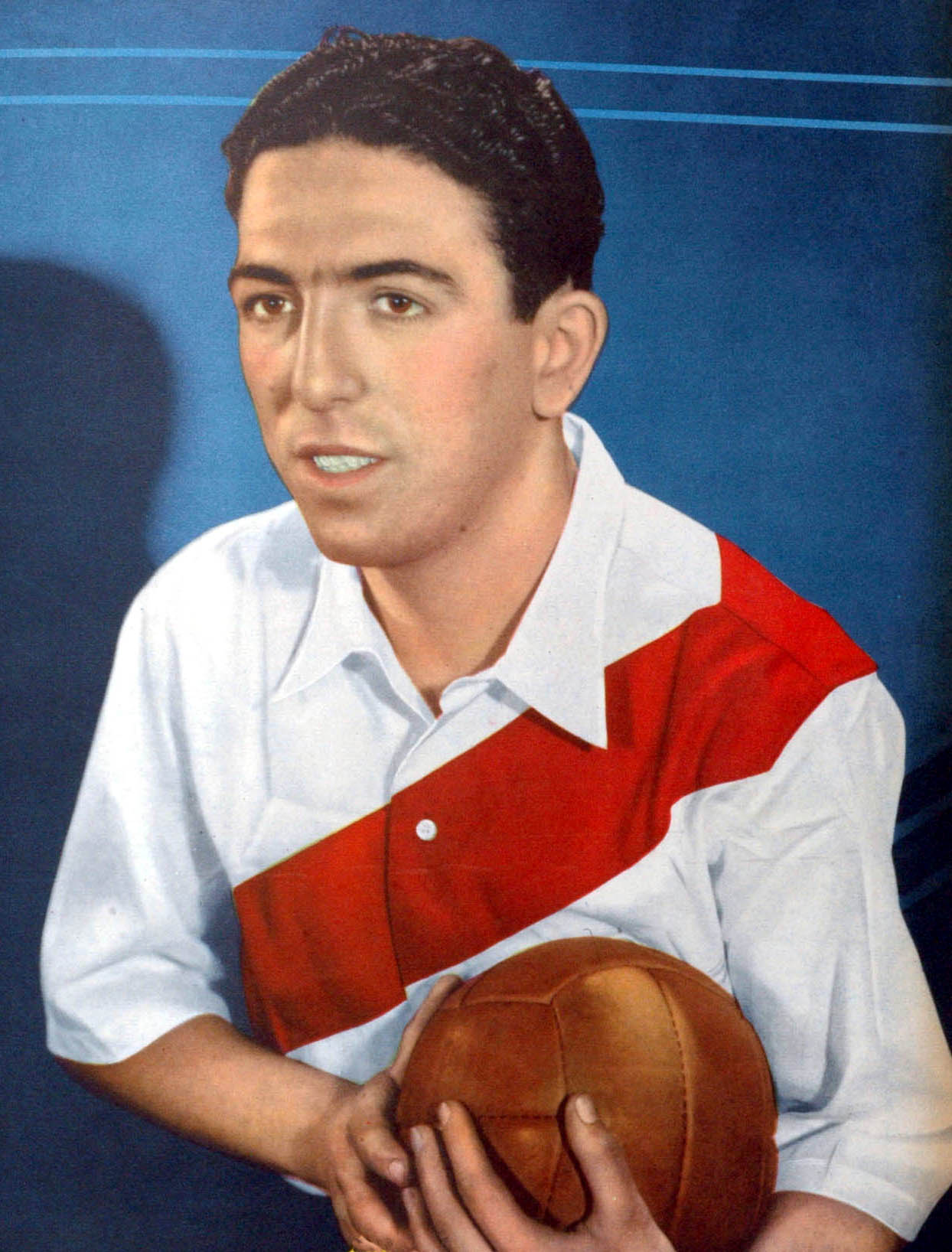
アンヘル・ラブルナ
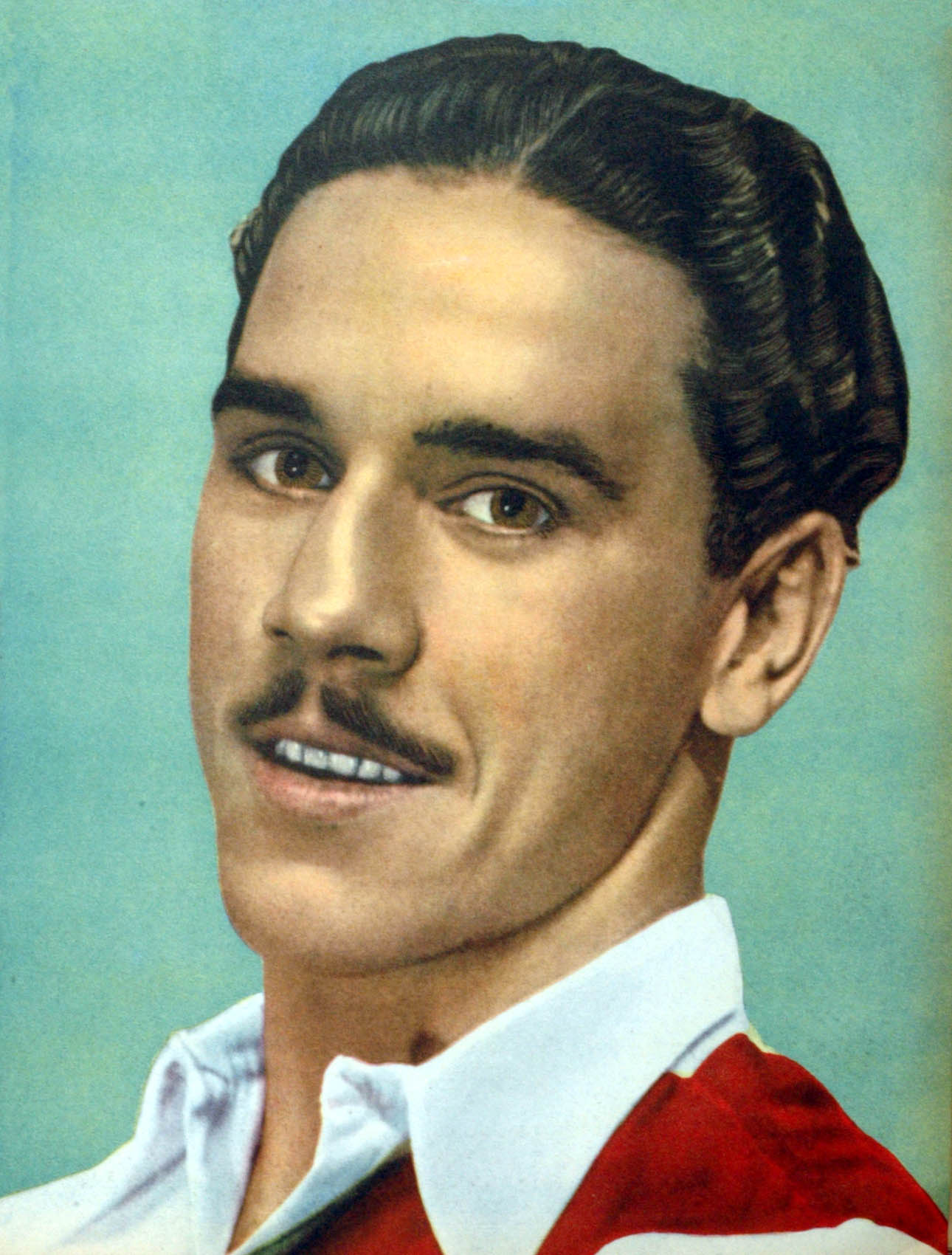
ホセ・マヌエル・モレノ
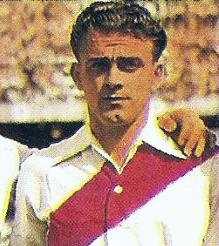
アルフレッド・ディ・ステファノ
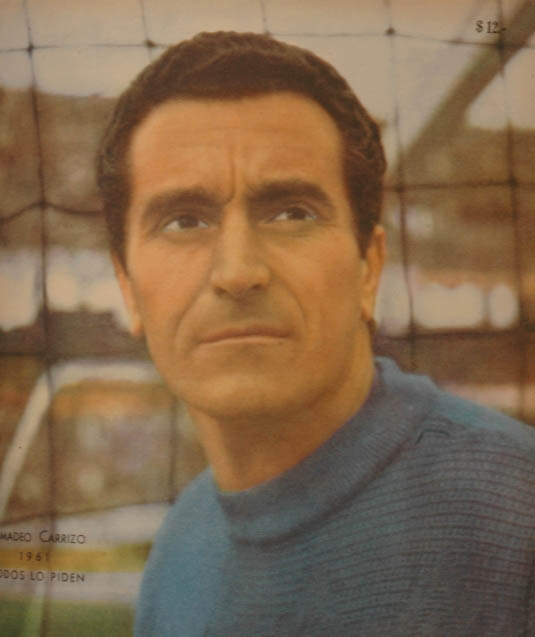
アマデオ・カリーソ
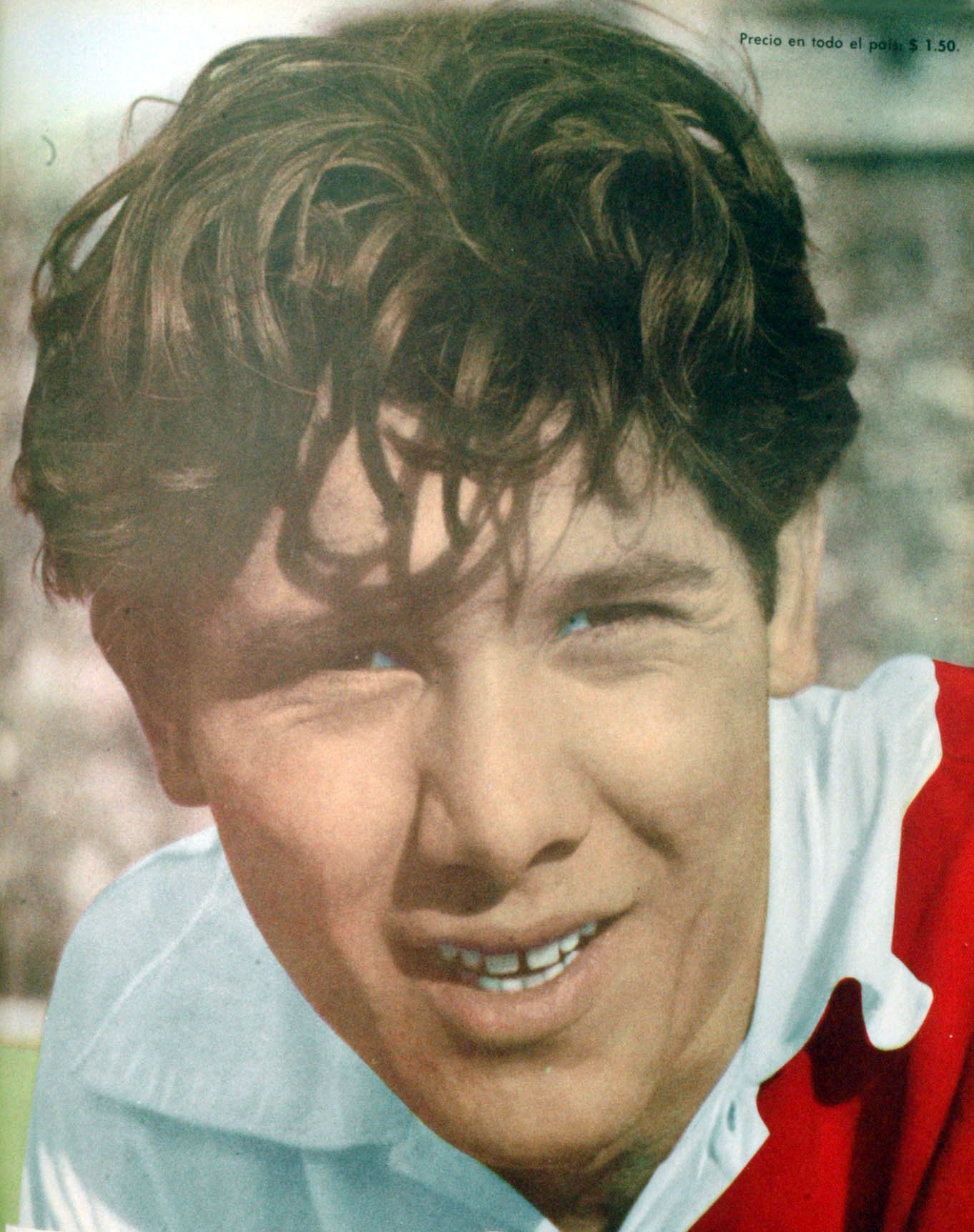
オマール・シボリ
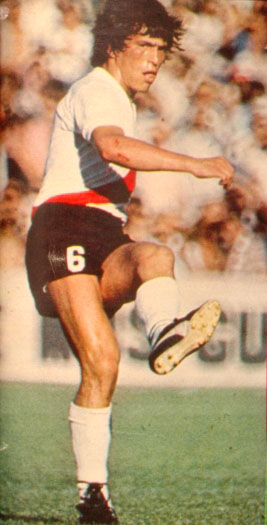
ダニエル・パサレラ
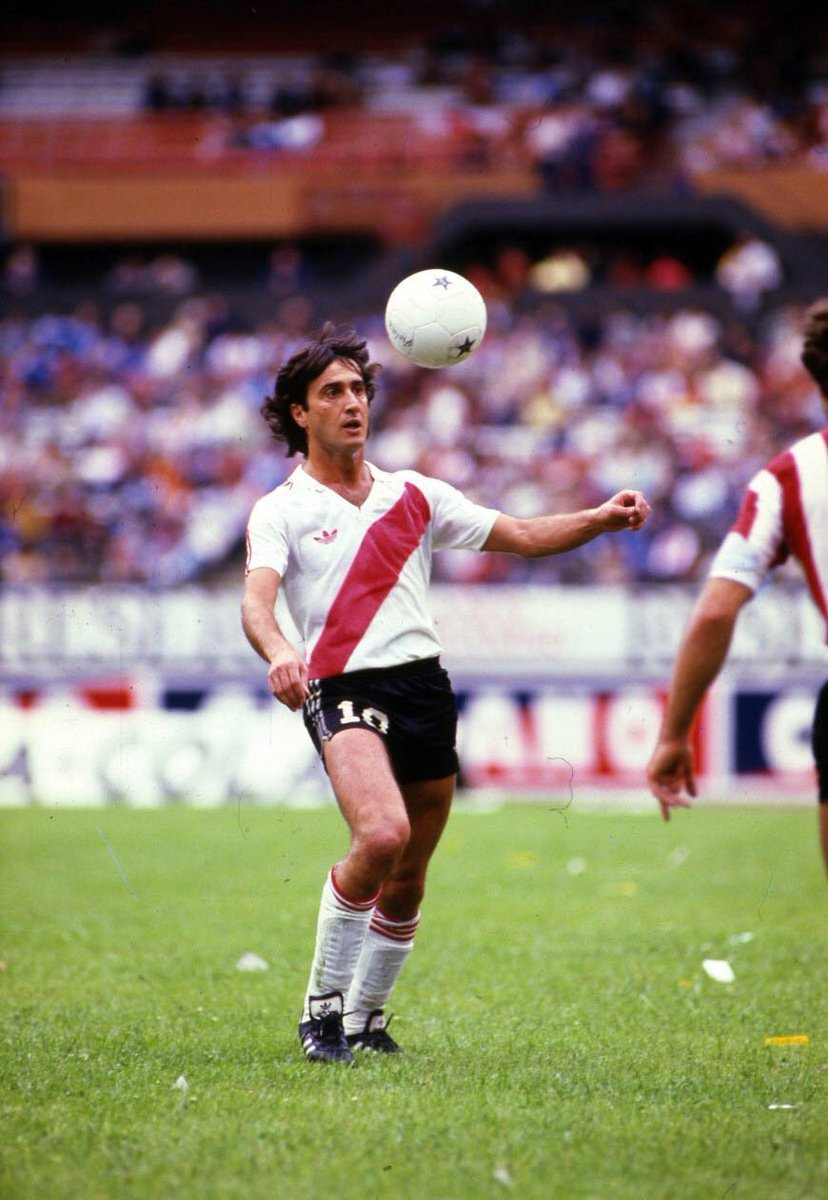
ノルベルト・アロンソ
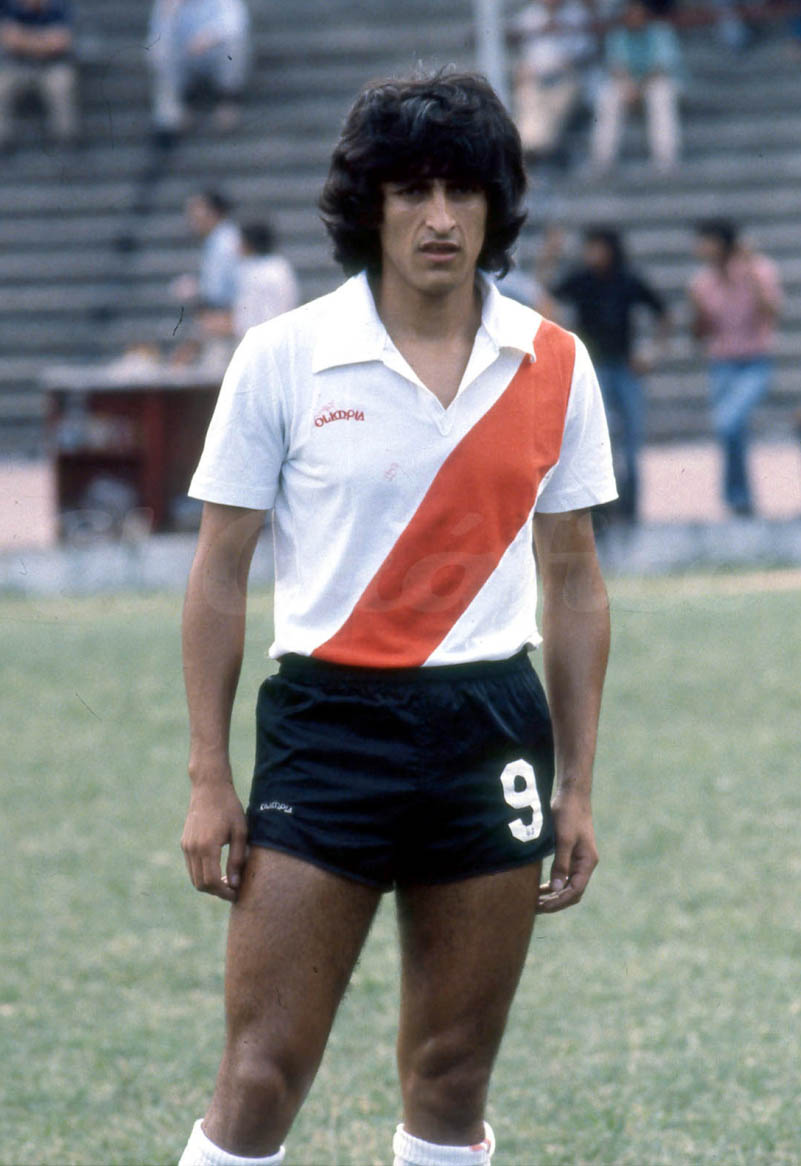
ラモン・ディアス
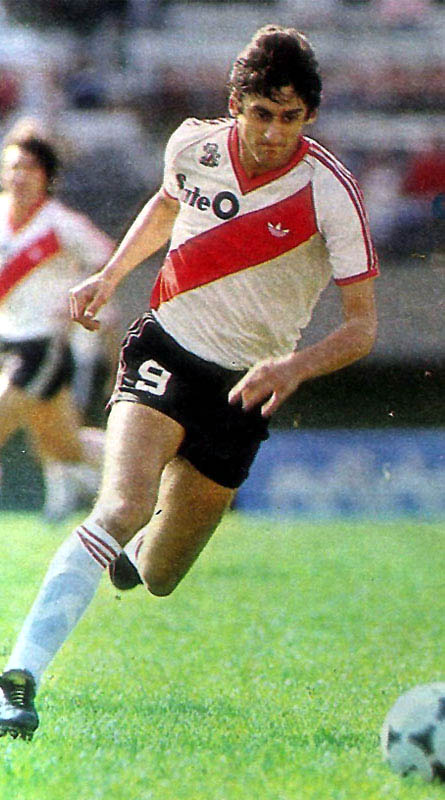
エンツォ・フランチェスコリ
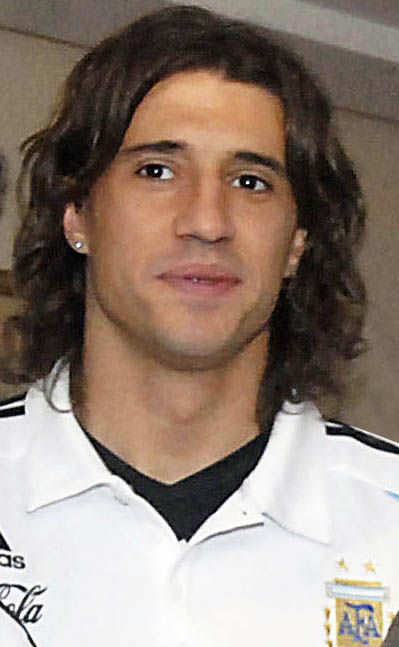
エルナン・クレスポ
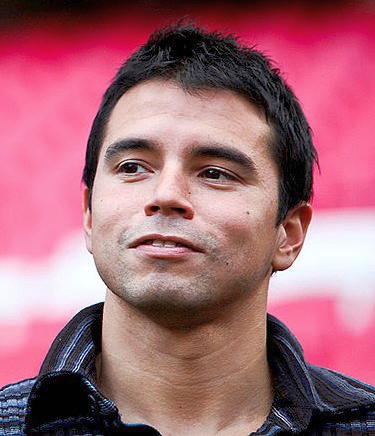
ハビエル・サビオラ
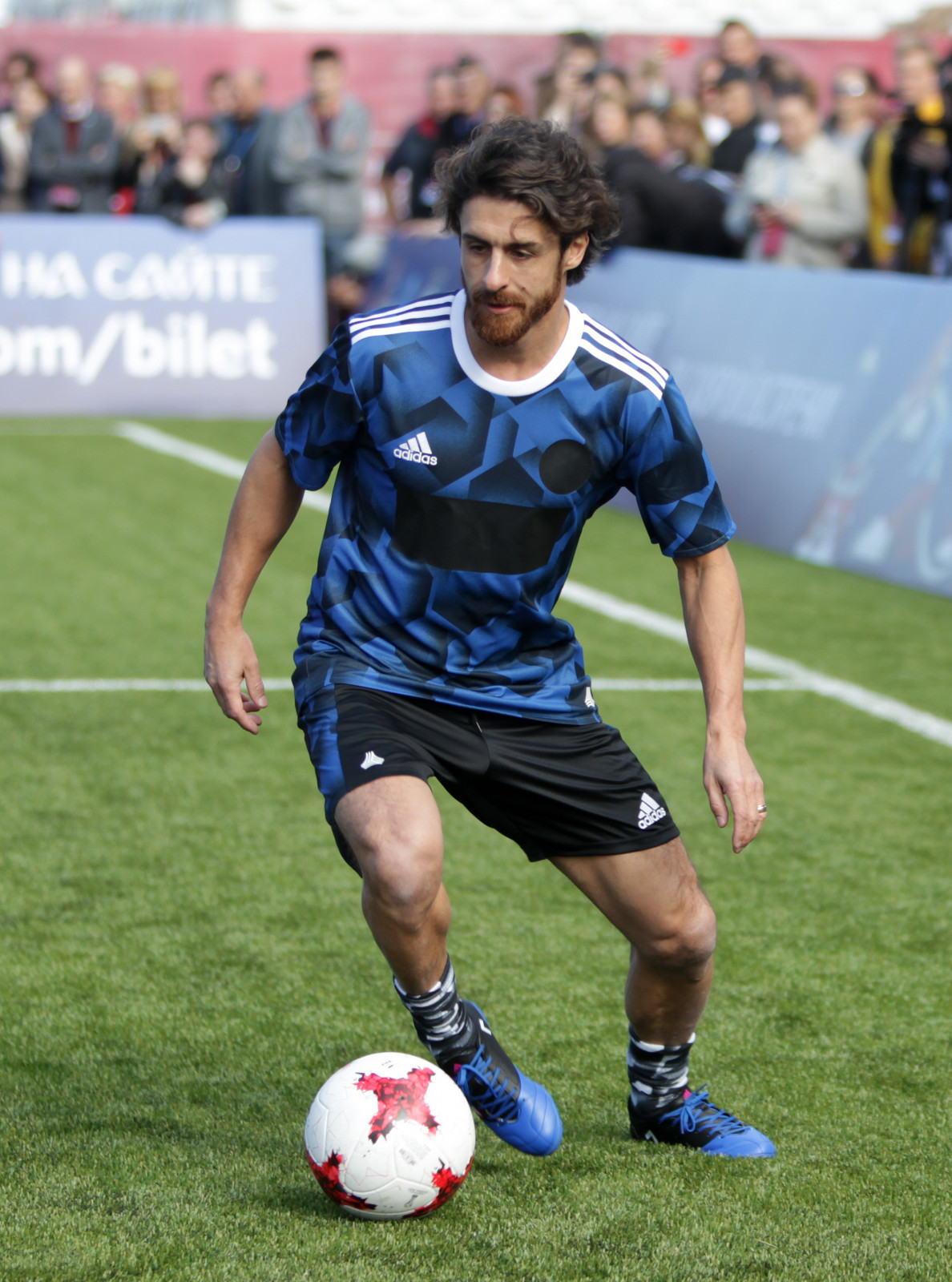
パブロ・アイマール
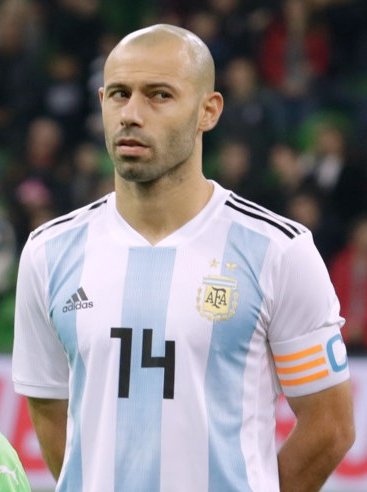
ハビエル・マスチェラーノ
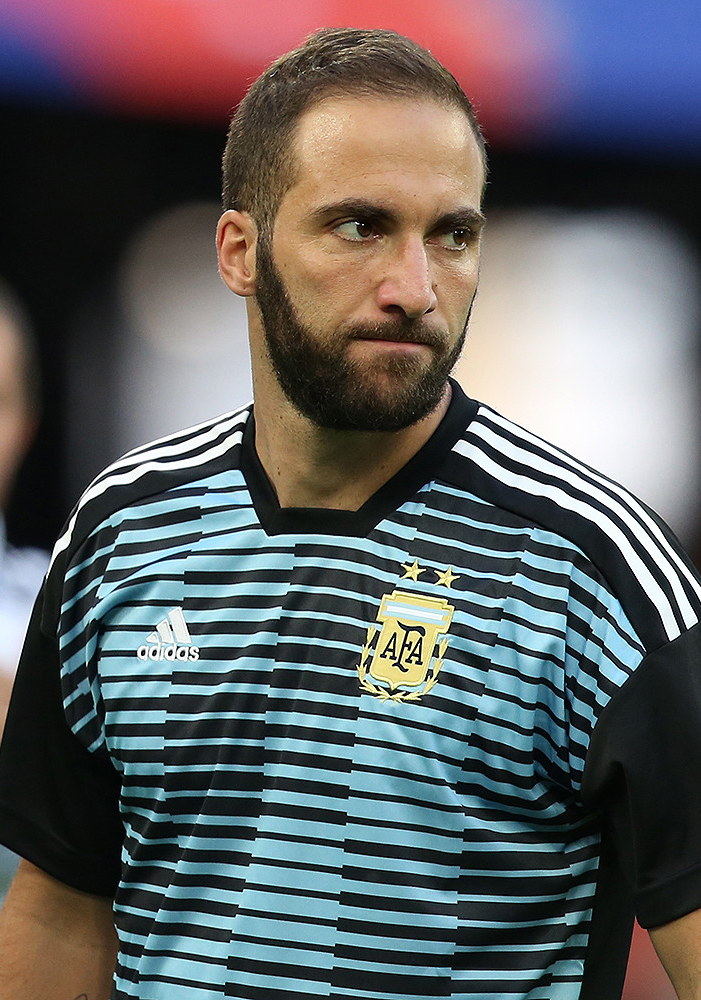
ゴンサロ・イグアイン
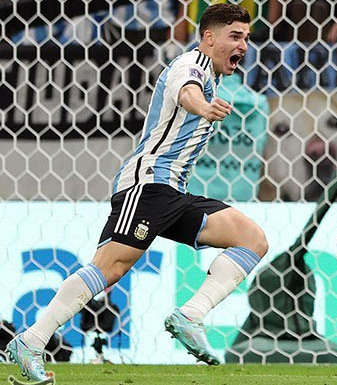
フリアン・アルバレス